# Zionismus

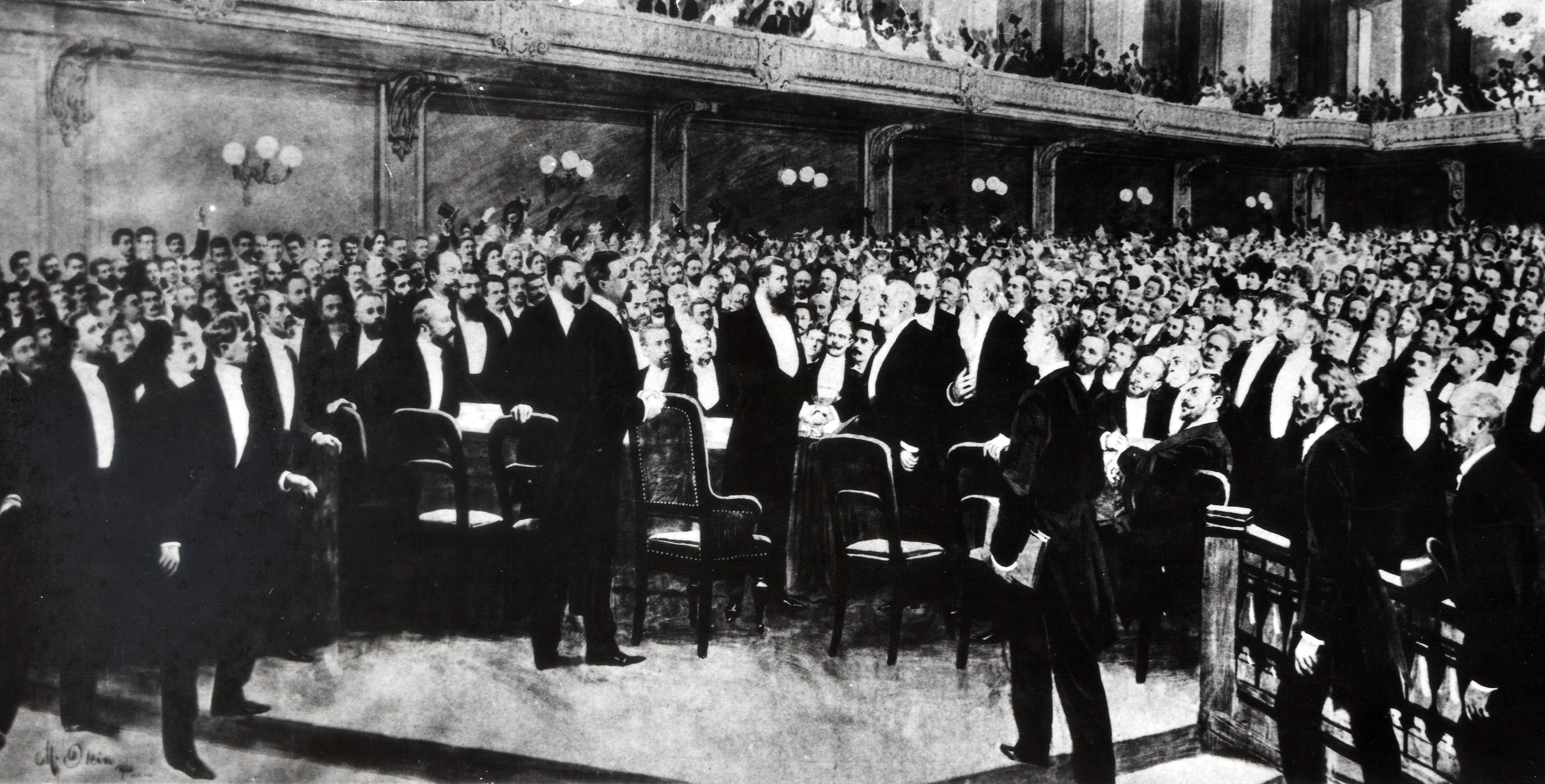
Theodor Herzl während des ersten Zionistenkongresses in Basel im Jahr 1897

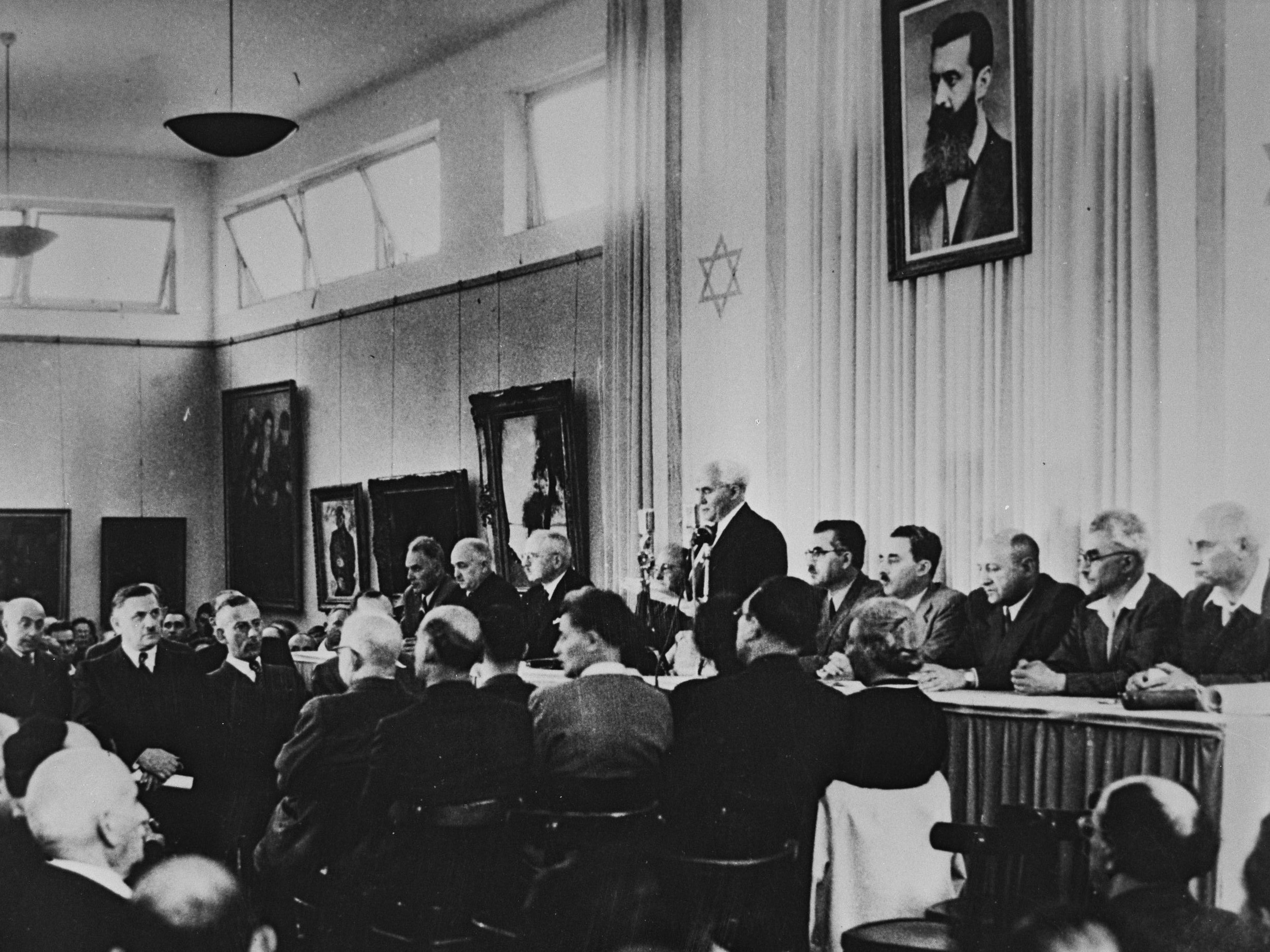
14. Mai 1948: David Ben-Gurion erklärt die Unabhängigkeit des Staates Israel unter einem Porträt Theodor Herzls.

Der Zionismus ist sowohl eine Nationalbewegung als auch eine ethnonationalistische Ideologie, welche die Errichtung eines jüdischen Nationalstaats in Palästina anstrebte und diesen nach der Gründung des Staates Israel 1948 bewahren und verteidigen will.

## Historische Wurzeln

### Antike
Der Ausdruck „Zionismus“ bezieht sich auf Zion, den Tempelberg in Jerusalem, der sinnbildlich für das Heiligtum, die Stadt und das sie umgebende Land steht. Nach der Zerstörung des ersten israelitischen Tempels in Jerusalem durch die Neubabylonier (586 v. Chr.) und der Exilierung eines Großteils der Bevölkerung Judas nach Babylonien wurde Zion im Babylonischen Exil (586–539 v. Chr.) zum Synonym für die Tempelstadt und die mit ihrem Wiederaufbau verknüpften Hoffnungen. Die Erneuerung des eigenen Gemeinwesens im Land der Vorväter wurde von Propheten geweckt, die die Heimkehr der nach Babylon Deportierten und den Neubeginn des Tempelkults ankündigten. Sie bezogen die verheißene Sammlung aller zerstreuten Juden in Zion auch auf die Land-, Volk- und Segensverheißung Gottes an Abraham (Gen 12,1-3; 17,8 ), mit der in der hebräischen Bibel die Geschichte des Volkes Israel beginnt. Damit verknüpften sie die Erwartung, dass eines Tages alle Völker den Gott Israels anerkennen und sein Abrüstungsgebot befolgen würden. Dies werde den Völkerfrieden herbeiführen (Jes 2,3f ; Mi 4,2f ; siehe Schwerter zu Pflugscharen). Nach der Eroberung Babylons durch die Perser konnten Juden ab 538 v. Chr. nach Juda zurückkehren.
Nach der Zeit der Perserherrschaft, Alexanders des Großen (ab 332 v. Chr.) und der Diadochen sowie einer Periode der erneuten politischen Selbstständigkeit (Aufstand der Makkabäer 166–164 v. Chr., Königtum der Hasmonäer ab 129 v. Chr.) geriet Jerusalem 63 v. Chr. unter römische Herrschaft. Gegen die Römer kam es wiederholt zu jüdischen Aufständen. Die Römer siegten im Jüdischen Krieg (66–70 n. Chr.), zerstörten den zweiten Jerusalemer Tempel und deportierten zahlreiche Bewohner Judäas nach Rom. Nach dem Bar-Kochba-Aufstand (135 n. Chr.) verboten die Römer den Juden die Ansiedlung in Jerusalem und benannten die Provinz Judäa in Syria Palaestina um. Ein Zentrum jüdischer Gelehrsamkeit wurde nun Tiberias, während sich die meisten Juden außerhalb Palästinas ansiedelten. Die Verbindung zum biblischen „gelobten Land“ und die Zionssehnsucht blieben bestehen. Im täglichen Achtzehnbittengebet des Judentums ist die Bitte für den baldigen Wiederaufbau Jerusalems und damit für die Erneuerung Israels enthalten.

### Mittelalter
In der Spätantike und im frühen Mittelalter lebten die Juden anfänglich als geduldete Minderheiten in zahlreichen Diaspora-Gemeinden. Mit der Verbreitung des Christentums verschlechterte sich die Situation der Juden in den christlichen Ländern. Die in Palästina verbliebenen jüdischen Gemeinschaften wurden 1096, beim Ersten Kreuzzug, von den Kreuzfahrern nahezu ausgerottet. Im 12. Jahrhundert begannen Juden ihrer Sehnsucht nach Zion vermehrt Ausdruck zu geben. Der spanisch-jüdische Dichter Jehuda ha-Levi, Verfasser der Zionslieder, starb vermutlich 1141 auf der Überfahrt ins gelobte Land, der 1204 in Kairo verstorbene jüdische Arzt und Gelehrte Maimonides wurde seinem Wunsch gemäß in Tiberias begraben. Zwischen 1210 und 1211 begab sich eine größere Anzahl französischer Tosafisten nach Palästina, um sich dort dauernd niederzulassen (Einwanderung der dreihundert Rabbiner).
Nach der Vertreibung der Juden aus Spanien (1492) und Portugal nahm das Osmanische Reich viele verfolgte Juden auf, von denen sich einige in Palästina ansiedelten, die meisten jedoch in anderen Reichsteilen (siehe Sepharden). In Safed bildeten sie ein neues theologisches Zentrum des damaligen Judentums. Hier wurde die Kabbala gepflegt, der Schulchan Aruch und der Zohar gedruckt. Darin wurde das Land Israel zum Mittelpunkt der Welt erklärt, in dem Gott „einwohne“ (Schechina). Daher sei die Erlösung aller Völker von der Heimkehr der Israeliten abhängig.

### Frühe Neuzeit
Im 17. Jahrhundert versuchten größere Gruppen europäischer Juden immer wieder, nach Israel auszuwandern. Sie sammelten sich oft um Rabbiner, die den Anbruch eines messianischen Zeitalters versprachen: so Jesaja Horovitz 1621 in Prag, besonders aber Schabbtai Zvi, der sich 1666 zum Messias erklärte und auch nach seiner Zwangsbekehrung zum Islam Erwartungen einer baldigen Heimkehr aller verstreuten Juden weckte. Seine Anhänger erklärten das Jahr 1706 zum Jahr seiner Wiederkunft.
Jehuda he-Chassid sammelte die Ausreisewilligen und erreichte im Jahr 1700 mit etwa 1000 Gefolgsleuten Jerusalem, wo damals etwa 1200 Juden lebten. Auf dem von ihm gekauften Grundstück bauten seine Anhänger die Churva-Synagoge. Doch Jehudas Tod, nur Tage nach dem Grundstückskauf, veranlasste viele seiner Anhänger, die Stadt wieder zu verlassen oder zu anderen Religionen zu konvertieren.
Vertreter des englischen Puritanismus glaubten, erst die Zulassung von Juden in England, dann die in der Bibel verheißene Rückkehr aller zerstreuten Juden nach Israel (restoration of the Jews) und dann ihre Bekehrung zu Christus als Vorstufe der Endzeit bewirken zu können. Dazu schrieb Henry Finch 1621 das Buch The Worlds Great Restauration. Or, the Calling of the Jewes. Auf ihr Verlangen hob Oliver Cromwell das seit 1290 bestehende Ansiedlungsverbot für Juden in England 1655 auf. Nach seinem Tod blieb die Idee einer jüdischen Besiedlung Palästinas bei allen christlichen Konfessionen Englands populär und wurde von Aufklärern wie John Locke und Isaac Newton vertreten. Entsprechende Vorstellungen sind im christlichen Zionismus bis in die Gegenwart verbreitet.
Im Gefolge des um 1750 entstandenen Chassidismus ließen sich einige chassidische Juden in Safed nieder. Nachdem die osmanischen Herrscher jüdische Gemeinden Palästinas mit hohen Steuern und Zöllen belegten, verließen viele jüdische Einwanderer das Land wieder. So lebten um 1800 nur etwa 5000 Juden dort.

## Entstehungsbedingungen

### Europäischer Nationalismus und Kolonisation
Seit 1789 verstärkte der Aufschwung europäischer Nationalstaaten deren Konkurrenzkämpfe um die Vorherrschaft im Nahen Osten. Nun entwickelten liberale Philanthropen und Philosemiten Pläne für jüdische Gemeinwesen außerhalb Europas. 1833 unternahm der Vizekönig Ägyptens, Muhammad Ali, einen Aufstand im Gebiet Syriens, zu dem damals auch Palästina gezählt wurde, was zeitweilig zur faktischen Abtrennung der Region vom Osmanischen Großreich führte. In Großbritannien erwogen Regierungskreise daraufhin, Juden (ohne staatliche Autonomie) in einem selbstverwalteten Palästina anzusiedeln, um das Osmanische Großreich zu erhalten. 1838 beschrieb der Globe, Organ des britischen Außenministeriums, erstmals diese Idee. Die 1809 gegründete Society for Promoting Christianity Amongst the Jews, die erste europäische Organisation für Judenmission, beeinflusste unter Lord Anthony Ashley-Cooper, 7. Earl of Shaftesbury (1801–1885) die britische Nahostpolitik, sich für neopuritanische Bekehrungs- und Ansiedlungspläne für Juden einzusetzen.
1840 kam es im Gefolge der Damaskusaffäre zu Pogromen an Juden in Syrien. Daraufhin ließ die britische Regierung Truppen in Damaskus einmarschieren. Ihre Vertreter begründeten dies als Beitrag zur nationalen Emanzipation der palästinischen und europäischen Juden.
In der Schweiz trat Henry Dunant (1828–1910), der Begründer des Roten Kreuzes, für die Ansiedlung von Juden in Palästina ein.

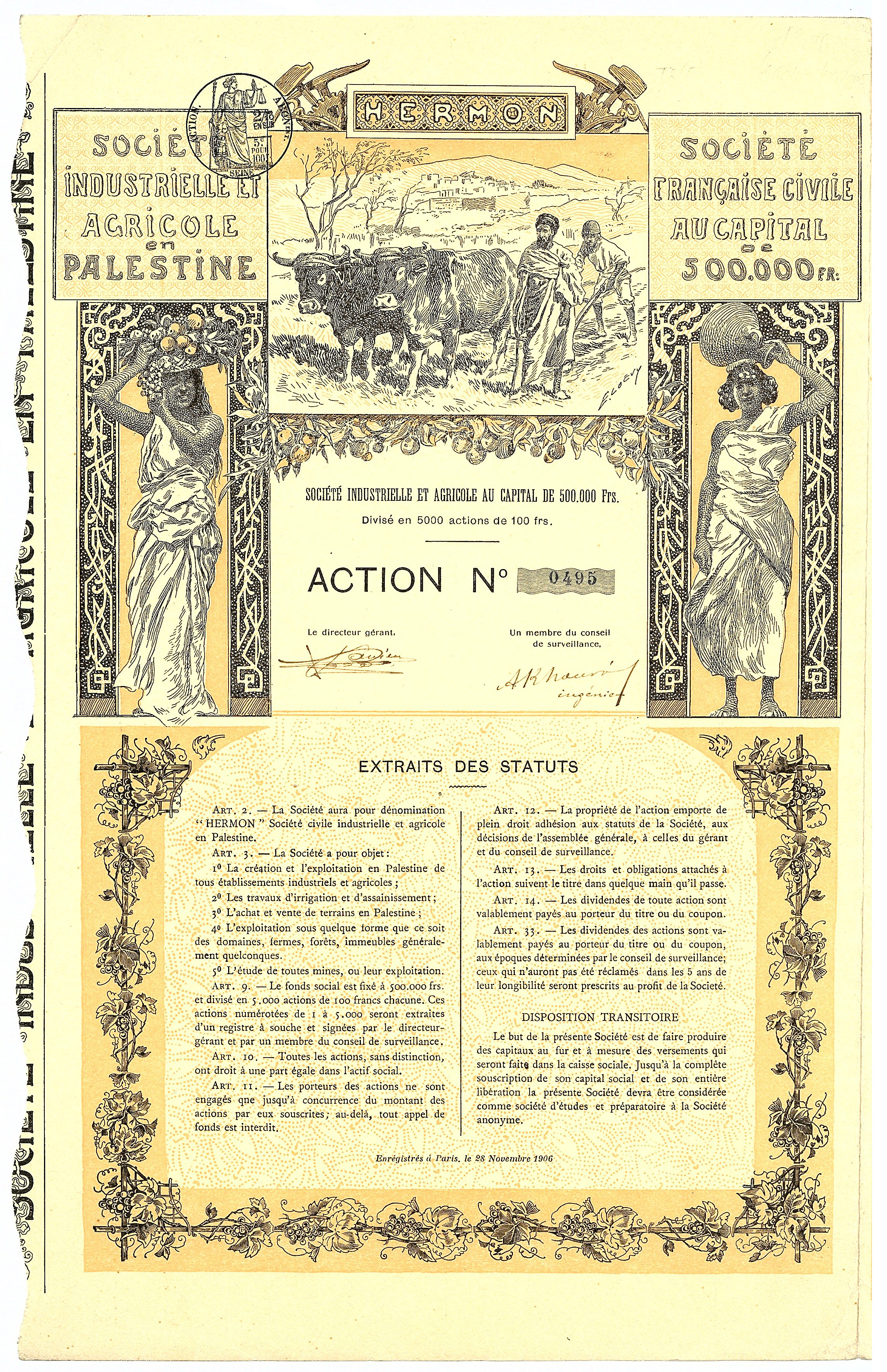
Gründeraktie der zionistischen Hermon Société Industrielle & Agricole en Palestine über 100 Francs, ausgegeben am 28. November 1906 in Paris. Die künstlerische Gestaltung der Aktie stammt von Edward Loevy. Auf der Aktie sind neben zwei weiblichen Allegorien auch jüdische Bauern zu sehen, die zum Füße des Berges Hermon mit einem Ochsengespann das Land ihrer Urväter bearbeiten.

### Jüdische Siedlungsprojekte
Mordechai Immanuel Noah (1785–1851), Konsul der USA in Tunis bis 1815, vertrat nach seiner Abberufung die Idee einer eigenen Judenstadt als Zufluchtsort für alle verfolgten Juden, bevor die Wiederinbesitznahme des Heiligen Landes im Palästina der europäischen Wahrnehmung möglich sei. 1825 gründete er auf Grand Island im Bundesstaat New York die Stadt Ararat. Er warb international bei jüdischen Gemeinschaften für die Einwanderung dorthin, stieß aber weithin auf Ablehnung und Spott. In Deutschland erwogen nur einige Mitglieder des Vereins für Kultur und Wissenschaft der Juden eine Auswanderung. Noah veröffentlichte 1844 seinen Discourse on the Restoration of the Jews, einen Aufruf zur Unterstützung eines Judenstaats in Palästina.
Sir Moses Montefiore (1784–1885) hatte Palästina erstmals 1827 bereist und war danach strenggläubig geworden. Er plante fortan, die jüdische Emigration in das „gelobte Land“ finanziell wie durch industrielle und landwirtschaftliche Ansiedlungen zu fördern. 1840 verhinderte er durch seinen Besuch weitere Pogrome im Osmanischen Reich. Er plante ein Siedlungsprojekt, kaufte Land von arabischen Großgrundbesitzern in Palästina und stellte es verfolgten Juden zur Verfügung. 1857 gründete er Mischkenot Schaʾananim, die erste neue jüdische Siedlung außerhalb der Jerusalemer Altstadt, nachdem das jüdische Viertel dort für die Zugereisten zu klein geworden war.
Der Franzose Adolphe Crémieux (1796–1880) gründete 1860 die Alliance Israélite Universelle AIU. Diese förderte nur eine begrenzte Einwanderung von in ihrer Heimat gefährdeten europäischen Juden nach Palästina, gleichrangig damit auch in andere Gebiete etwa in Lateinamerika. Wegen ihres Kosmopolitismus lehnte die AIU eine massenhafte Einwanderung von Juden in ein einziges Land ausdrücklich ab; dadurch werde die Sicherheit aller Juden gefährdet. Sie versuchte unter anderem die Osmanen davon abzubringen, eine stärkere Einwanderung nach Palästina zuzulassen.
Die meisten europäischen Juden lehnten die Auswanderung nach Palästina und das Programm einer zionistischen Nation ab. Das orthodoxe Judentum verurteilte mit Ausnahme der 1902 gegründeten nationalreligiösen Misrachi die Schaffung eines jüdischen Staates als Gotteslästerung und Bruch der Tora. Nur Gott könne die Juden aus der Diaspora befreien, worauf sie bis zur Ankunft des Messias zu warten hätten. Liberale Juden betrachteten sich als Angehörige ihrer jeweiligen Nationen und traten dort für ihre Emanzipation ein, die ihnen mehr religiöse Toleranz und demokratische Rechte bringen sollte. Sie betrachteten den Zionismus als Gefährdung ihrer sozialen Assimilation und als Verrat an ihrer Nation, sowie als Faktor, der dem Antisemitismus Vorschub leistete. Sowohl der Centralverein deutscher Staatsbürger jüdischen Glaubens im Deutschen Reich als auch der Bund in Wilna, als Vertretung der jüdischen Arbeiterschaft in Osteuropa, vertraten antizionistische Ansichten und gründeten entsprechende Komitees.
Als Mevassre Zion („Boten der Zionsidee“) gelten für jüdische Historiker wie Jakob Katz erst Autoren, die direkt zur Entstehung des Zionismus im religiösen Judentum beitrugen. Der Rabbiner Judah Alkalai (1798–1878) aus Sarajewo etwa veröffentlichte 1834 seine Schrift Höre Israel; 1845 folgte Die Gabe Judas. Darin erklärte er das reine Warten auf Gottes Erlösung als falsch. Diese beginne vielmehr mit einer eigenen Anstrengung der Juden: „Sie müssen sich vereinigen und organisieren, Führer wählen und ihr Exil verlassen. […] Die Organisation einer internationalen Körperschaft ist bereits der erste Schritt zur Erlösung. Aus der Mitte der Ältesten wird der Messias, Sohn des Josef, hervorgehen.“ Für dessen Ankunft sei die nationale Einung und Wiedergeburt des Judentums Bedingung. Damit verband erstmals ein traditionell sozialisierter Rabbiner den orthodoxen Messiasglauben mit moderner demokratischer Politik.
Zwi Hirsch Kalischer (1795–1874) aus Thorn schrieb 1861 das Buch Drischath Zion (Zions Herstellung). Erst in Palästina sei das jüdische Volk vor weiterer Zerstreuung, Auflösung und Verfolgung sicher und könne seine Bestimmung erkennen. In diesem Kampf um nationale Unabhängigkeit sollten sich die Juden den Nationalismus der europäischen Völker als Beispiel nehmen: „Wenn sich viele Juden [im Lande Israel] ansiedeln und ihre Gebete am heiligen Berg sich mehren, dann wird der Schöpfer sie erhören und den Tag der Erlösung beschleunigen.“ Beide Rabbiner brachten ein Umdenken in der jüdischen Orthodoxie in Gang, das die spätere zionistische Bewegung vorbereitete.
Nicht alle Gruppierungen der Orthodoxie schlossen sich jedoch dem säkularen zionistischen Programm an: 1912 wurde die Aguddat Jisraʾel gegründet, die noch heute dem säkularen Programm kritisch gegenübersteht. Auch die 1938 gegründete Neturei Qarta lehnt den israelischen Staat ab.
Der Frühsozialist Moses Hess (1812–1875) schrieb 1862 Rom und Jerusalem mit dem Untertitel Die letzte Nationalitätenfrage. Darin sah er die Epoche nach der Französischen Revolution als „Völkerfrühling“, in dem ein Volk nach dem anderen zu neuem nationalen Leben erwache. Nach Italien („Rom“), das 1859 seine Nationalstaatlichkeit erreichte, sei nun als letztes das jüdische Volk an der Reihe, „das nicht umsonst zwei Jahrtausende hindurch dem Sturm der Weltgeschichte getrotzt und […] von allen Enden der Welt aus den Blick stets nach Jerusalem gerichtet hat und noch richtet.“ Damit sprach Hess als erster jüdischer Autor der Neuzeit den Gedanken an eine jüdische Nation im „gelobten Land“ aus. Er glaubte, die jüdische Wiederbesiedlung Palästinas sei die Bedingung für eine neubelebte jüdische Kultur, die in der Diaspora in Europa allmählich absterbe: „Bei den Juden weit mehr noch als bei den Nationen, die auf ihrem eigenen Boden unterdrückt sind, muss die nationale Selbständigkeit jedem politisch-sozialen Fortschritt vorausgehen.“
Das Buch beschrieb noch keine praktischen Siedlungsschritte und wurde 1862 öffentlich kaum beachtet. Es fand erst in den 1890er Jahren begeisterte Zustimmung bei den Zionisten. Fortan galt Hess als Gründer des sozialistischen Zionismus, aus dem später die Kibbuz-Bewegung und die israelische Arbeitspartei hervorgingen.

### Antisemitismus
Im 19. Jahrhundert verbreitete sich der Antisemitismus als politische Ideologie in Europa, vor allem in Russland, Deutschland, Österreich und Frankreich. Sein Ziel war die Ausgrenzung und Vertreibung aller Juden, auch der getauften und sozial integrierten. Die Begrenzung und Rücknahme gerade erst erworbener Bürgerrechte der Juden verlangten darüber hinaus bürgerliche und christlich-konservative Gesellschaftskreise, wie der Berliner Antisemitismusstreit zeigte. Dies stellte sämtliche Versprechen des Liberalismus von Gleichheit und Toleranz in Frage und ließ sie mehr und mehr als Illusion erscheinen.
Im März 1881 kam es in Russland zu einer Pogromwelle, die den Auftakt für weitere schwere Ausschreitungen gegen Juden in den Folgejahren bildete. Sie wurden oft von lokalen Autoritäten initiiert oder angeführt und vom Zarismus geduldet und geschürt.

### Erste Alija
Die russischen Pogrome bewirkten 1882 bis 1903 eine fluchtartige, unkoordinierte Auswanderung von Juden aus Osteuropa mit verschiedenen Zielen. Einige Gruppen wollten in den USA eigene Siedlungsräume erwerben, um dort sozialistische Kommunen aufzubauen. Sie bezeichneten sich als ʿAm ʿOlam („Weltvolk“) und grenzten sich gegen diejenigen ab, die lieber nach Palästina wollten. Ihre Pläne scheiterten jedoch in den Folgejahren.
Nur ein Bruchteil auswandernder Juden wählte Palästina zur neuen Heimat. Seit etwa 1870 hatten sich osteuropäische jüdische Familien allmählich dort angesiedelt. Sie betrieben als Landwirte Ackerbau und Viehzucht und kultivierten dazu Wüstenland. Diese Perspektive schien vielen einfachen und religiösen Juden naheliegend, war aber kaum von zionistischen Motiven bestimmt und organisiert. Bis 1904 wuchs ihre Zahl auf etwa 24.000 meist osteuropäische Juden.

## Geschichte bis 1945

### Chibbat Zion
Als eigentlicher Beginn der zionistischen Bewegung gilt die ab 1880 entstandene osteuropäische Sammlungsbewegung Chibbat Zion („Zionsliebe“). Deren Ortsvereine waren in vielen russischen und rumänischen Städten vertreten und nannten sich Chovevei Zion („Zionsfreunde“). Sie sammelten etwa 3000 Auswanderungswillige für gemeinsame Siedlungsprojekte in Palästina. Im Sommer 1882 erreichte die Studentengruppe Bilu als erste dieses Ziel und baute die Siedlung Rischon LeZion („Erstes in Zion“) auf.
Diese Pionierarbeit mit dem Pflug wurde zum Vorbild für weitere Siedlergruppen. So entstanden Gedera im ehemaligen Judäa, Rosch Pinnah und Jessod Hamaʿalah in Galiläa, sichron Jaʿaqov am Südende des Karmelgebirges. Die 1878 von Jerusalemer Juden gegründete Siedlung Petach Tiqwa nördlich von Jaffa wurde erneuert.

### Leo Pinsker
Der Arzt Leo Pinsker (1821–1891) hatte bis 1881 in seiner Heimatstadt Odessa nationaljüdische Bestrebungen strikt abgelehnt. Unter dem Eindruck der landesweiten Pogrome bereiste er Westeuropa, um die Aufnahmebereitschaft für verfolgte russische Juden zu sondieren. Im Sommer 1882 schrieb er in Berlin in wenigen Wochen das Buch Autoemanzipation und mahnte darin: „Als Jude geplündert sein oder als Jude beschützt werden müssen ist gleich beschämend, gleich peinlich für das menschliche Gefühl der Juden.“ Kern des Problems sei deren Ausgrenzung durch den Hass ihrer Umwelt. Dessen Ursache sei das Festhalten der verstreuten jüdischen Gemeinden an ihrer Einheit als Judentum. Dies habe auf die Völker Europas wie die „geisterhafte Erscheinung eines wandelnden Toten“ gewirkt und eine „Judäophobie“ ausgelöst. Alle oft unlogischen vorgebrachten Argumente der Judenfeinde seien nur rationale Verschleierung ihrer tiefen Psychose, die sich seit 2000 Jahren weitervererbe. Diese Krankheit sei nur durch Beseitigen ihrer Ursache zu heilen, der außerordentlichen Lage der Juden. Sie müssten wie alle Völker endlich eine eigene Heimat, einen Staat erhalten, um so den übrigen Nationen ebenbürtig zu werden. Nur die Juden selbst könnten diese „Lösung der Judenfrage“ erreichen. Nicht die Gewährung ihrer Gleichberechtigung durch andere, sondern nur ihre Selbstbefreiung als selbständige und selbstbewusste Nation könne ihnen Achtung verschaffen. Wo sie verfolgt würden, sollten sie sofort auswandern: nicht in neue Zerstreuung, sondern in ein geschlossenes Gebiet, um dort mit Zustimmung der Großmächte ein Gemeinwesen aufzubauen. Der Ort sei dafür zweitrangig: Er könne in Palästina oder in Nord- oder Südamerika liegen. Dieser Aufruf erschien anonym und fand zunächst nur ein geringes Echo. 1884 wurde Pinsker ein Führer der osteuropäischen „Zionsfreunde“ und übernahm damit deren Ziele in Palästina. Durch die zum Teil unerwarteten praktischen Probleme der Siedler trat das ursprüngliche Ziel Pinskers, einen jüdischen Nationalstaat aufzubauen, jedoch zunächst zurück: Die Selbstorganisation der Zionsfreunde drohte zu scheitern und musste Spenden von reichen Gönnern annehmen. Vor allem das Engagement von Edmond Rothschild (1845–1934) verhalf ihr zum Fortbestand und veränderte sie zu einem philanthropischen Hilfswerk ohne nationale Ansprüche.

### Nathan Birnbaum
Der aus Wien stammende Nathan Birnbaum (1864–1937) gilt als Schöpfer des Begriffs Zionismus, der erstmals schriftlich in der von ihm herausgegebenen Zeitschrift Selbst-Emancipation am 16. Mai 1890 auftaucht und sich schnell als geläufige Bezeichnung für die jüdische Nationalbewegung durchsetzte, nicht nur bei Befürwortern und Gegnern des Zionismus, sondern auch bei Antisemiten. Obwohl Zionist, forderte Birnbaum, anders als Theodor Herzl, die volle, auch die ethnisch-kulturelle Gleichberechtigung der Juden in der Diaspora (Die nationale Wiedergeburt des jüdischen Volkes in seinem Land, 1893) und wandte sich später vom Zionismus ab.

### USA

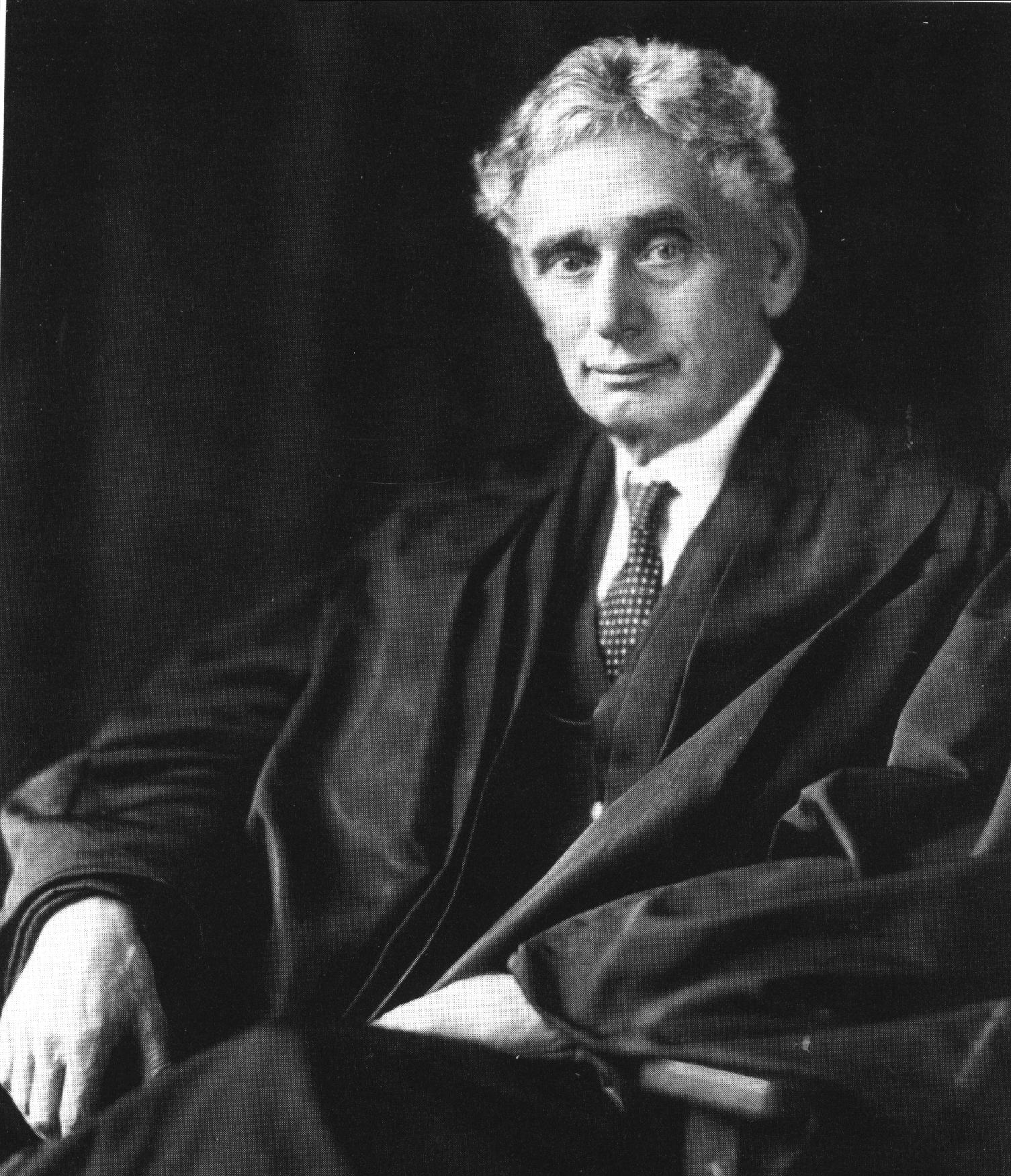
Louis Brandeis

Louis Brandeis war ein US-amerikanischer Jurist und erster jüdischer Richter am Obersten Gerichtshof der Vereinigten Staaten. Er wurde 1916 von US-Präsident Woodrow Wilson ernannt und blieb bis 1939 im Amt. Brandeis war ein zentraler Wortführer des amerikanischen Zionismus sowie Unterstützer des progressiven Flügels der Demokratischen Partei in den USA.

### Theodor Herzl

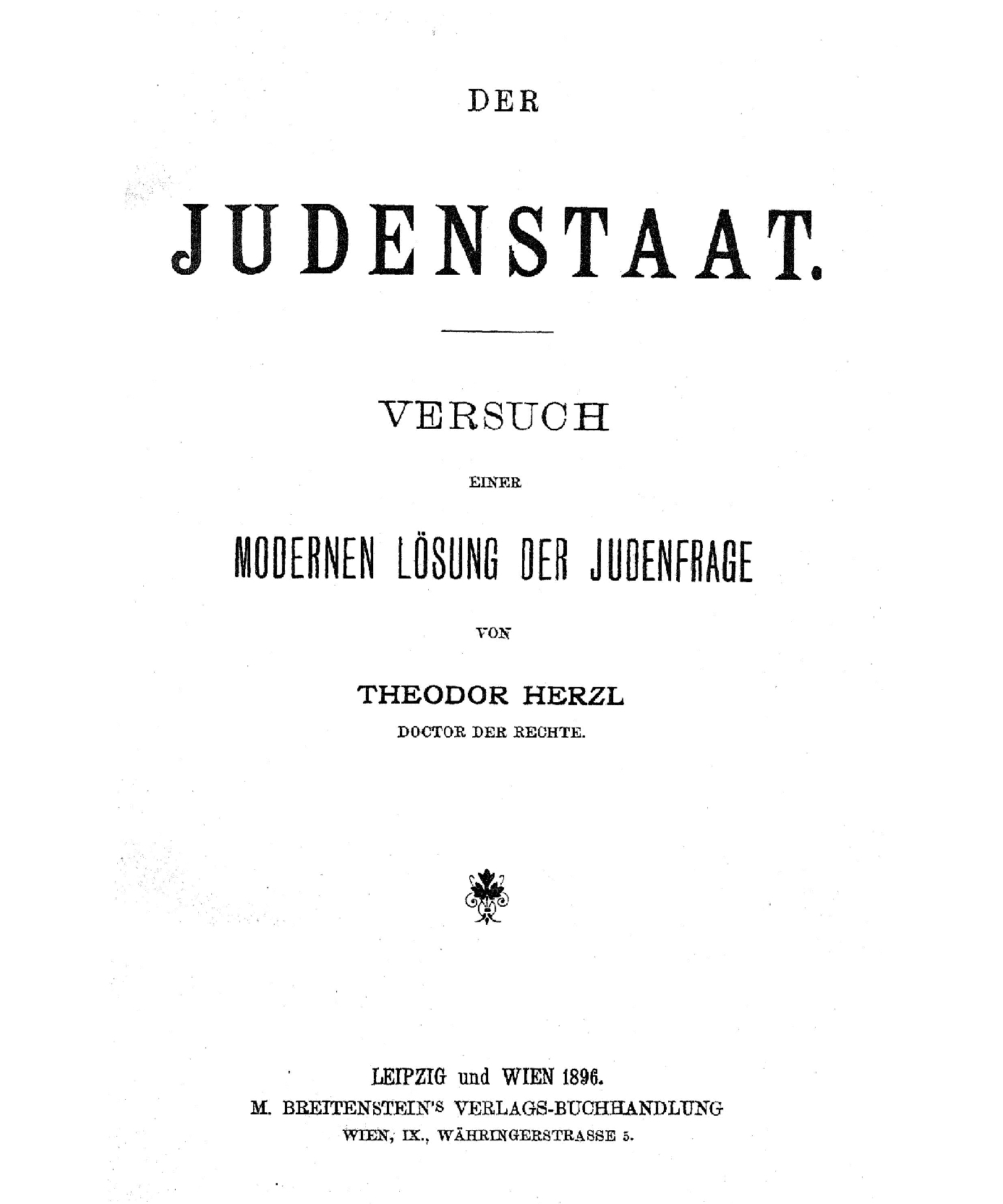
Erstausgabe von Herzls Der Judenstaat

Angesichts des deutschen Rassen-Antisemitismus, wie ihn ab etwa 1880 Karl Eugen Dühring und Wilhelm Marr vertraten, hatte sich Theodor Herzl (1860–1904) zum Zionisten gewandelt. Während der Dreyfus-Affäre in Frankreich schrieb er das Buch Der Judenstaat – Versuch einer modernen Lösung der Judenfrage, das 1896 erschien. Darin führte er seine Idee einer souveränen staatlichen Organisation aus, um dem planlosen und zerstreuten Auswandern von europäischen Juden ein gemeinsames Ziel zu geben und Siedlungsaktionen völkerrechtlich abzusichern. Landessprache sollte Deutsch werden. Herzl dachte anfangs noch nicht unbedingt an einen jüdischen Staat in Palästina; Ostafrika oder Südamerika waren ihm ebenfalls grundsätzlich genehm. Er begründete seine Idee kaum mit religiösen Motiven, sondern mit dem Scheitern der Jüdischen Emanzipation gerade in den angeblich „zivilisierten“ Ländern Europas. So hatte er bis dahin besonders Frankreich als Hort des sozialen und kulturellen Fortschritts gesehen. Nun urteilte er, der Antisemitismus werde nie verschwinden, alle Bemühungen der Juden um Assimilation würden ihn eher noch verstärken. Nur die Sammlung der Juden in einem eigenen Land könne daher der Ausweg sein.
Herzls Werk wurde anders als die Bücher seiner Vorläufer viel beachtet und gab den Anstoß zum internationalen Zusammenschluss der bestehenden nationaljüdischen Vereine. Am 29. August 1897 trafen daraufhin 200 von ihren Vereinen gewählte Delegierte in Basel zum ersten Zionistenkongress zusammen. Dort forderte Herzl zusammen mit dem Organisator David Farbstein erstmals einen völkerrechtlich legalisierten Judenstaat in Palästina. Daraufhin gründete sich die Zionistische Weltorganisation (World Zionist Organisation, abgekürzt WZO) mit dem Programm: „Der Zionismus erstrebt für das jüdische Volk die Schaffung einer öffentlich-rechtlich gesicherten Heimstätte in Palästina.“ Dies wurde das gemeinsame Ziel aller zionistischen Strömungen. Das Wort „Judenstaat“ wurde dabei vermieden, um die Gestalt des angestrebten Gemeinwesens nicht festzulegen. Um die Zionsfreunde einzubinden, nannte die Erklärung als erstes Mittel zum Erreichen des Ziels: „Die zweckdienliche Förderung der Besiedelung Palästinas mit jüdischen Ackerbauern, Handwerkern und Gewerbetreibenden.“ Herzl erreichte damit den Vorrang für Diplomatie und konnte Pläne für neue jüdische Siedlungen ohne völkerrechtliche Absicherung zunächst zurückweisen. Er verwies darauf, dass illegaler Siedlungsbau vom Machthaber Osmaniens und damit Palästinas, Sultan Abdülhamid II., nur als Faustpfand für Bedingungen benutzt würde. In den Folgejahren versuchte er ihn und weitere Staatsführer zu überzeugen, darunter Wilhelm II., jedoch ohne entscheidenden Erfolg. Trotz zunehmender Kritik an seinem Vorgehen blieb er bis zu seinem Tod 1904 Vorsitzender des Aktionskomitees.

### Josef Ringo

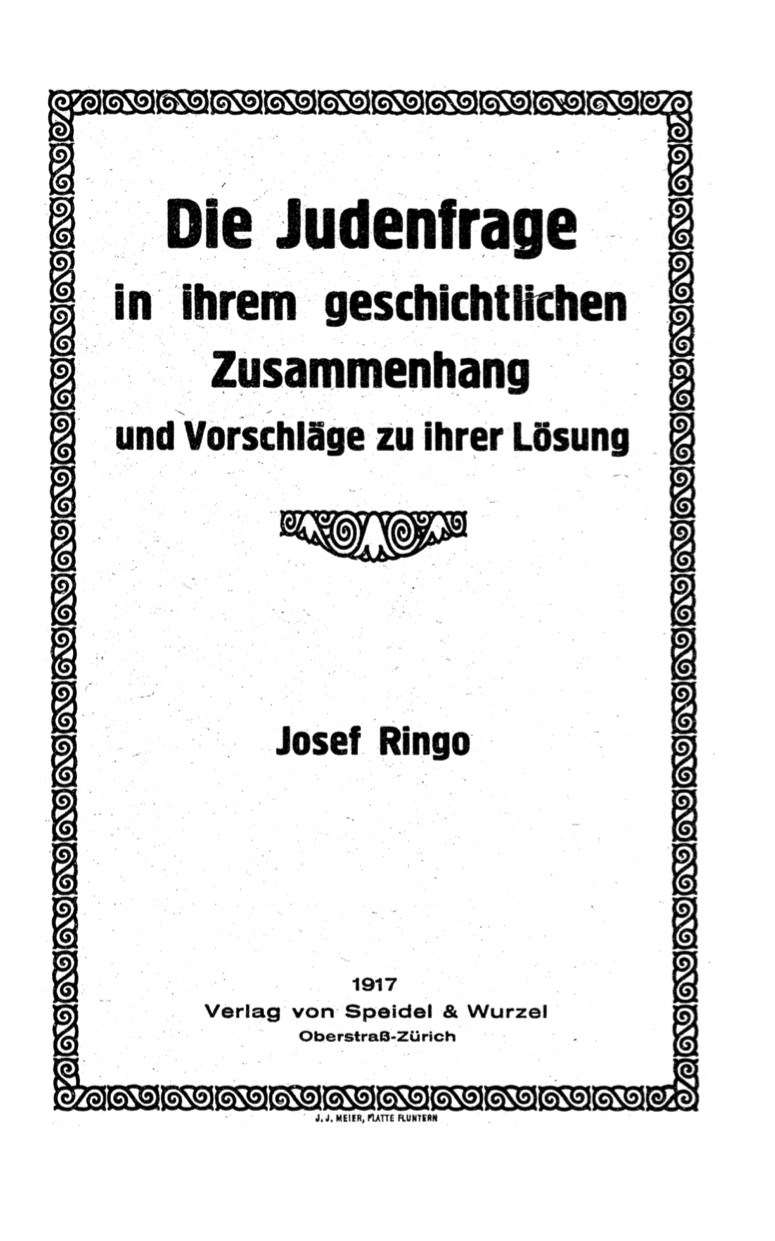
Deckblatt der Judenfrage

In dem Buch Die Judenfrage in ihrem geschichtlichen Zusammenhang und Vorschläge ihrer Lösung vom Jahr 1917 analysierte der Theoretiker Josef Ringo die Geschichte der sogenannten Judenfrage und befürwortete die Gründung eines jüdischen Staates.

### Richtungen
Im Laufe der Zeit differenzierte sich der Zionismus in unterschiedliche politische Richtungen, deren einzige Gemeinsamkeit das Ziel einer Heimstätte für die Juden im Land Israel war. Die vier großen politischen Lager – Religiöse Zionisten (HaMisrachi), Sozialisten, Revisionisten und Allgemeine Zionisten – decken mit vielen Absplitterungen bis heute das Parteienspektrum des Staates Israel ab.

#### Sozialistischer Zionismus
Ab 1900 entwickelte sich vor allem von Russland aus ein sozialistischer Zionismus. Die marxistische Poʿalei Zion und ihr Theoretiker Ber Borochov erlangten darin größte Bedeutung und prägten die Kibbuz- und Arbeiterbewegung in Palästina. In Osteuropa gab es zudem die nichtmarxistischen Zionisten-Sozialisten um Nachman Syrkin, die sich nicht auf Palästina als zukünftiges Siedlungsgebiet festlegten, und die Sejmisten um Chaim Shitlowskij, die kulturelle und politische Autonomie in Russland als Zwischenschritt zu einem eigenen Gebiet erreichen wollten. Auch bürgerliche, religiöse und nationalistische Zionisten bildeten eigene Organisationen mit je eigenen Vorstellungen vom Erreichen und Gestalten des erstrebten Judenstaats.
Derweil stieß der Zionismus in der europäischen Arbeiterbewegung auch auf entschiedene Gegenwehr. Ideologisch widersprach die Grundidee des Zionismus von einer „ewigen Judenfeindschaft“ der sozialistisch-materialistischen Gesellschaftsanalyse. Vorgeworfen wurde den Zionisten, dass sie das Problem des Antisemitismus dadurch lösen wollten, dass sie letztlich die Forderung der Antisemiten nach Ausschluss der Juden durch Auswanderung erfüllen würden, statt für eine grundlegende Umgestaltung der Verhältnisse zu kämpfen, die schließlich auch dem Antisemitismus den Nährboden entziehen würde. Die Einschätzungen sozialdemokratischer Theoretiker reichten vom Vorwurf, der Zionismus sei pure Utopie, bis zu seiner Einordnung als erzreaktionäre Ideologie. Jakob Stern schlussfolgerte in einer Rezension von Herzls Judenstaat, dass der Zionismus dem Kampf gegen den Antisemitismus aus dem Weg gehen wolle.
Anders verhielten sich seit dem Stuttgarter Kongress der Internationale 1907, wo der Kolonialismus eine herausragende Rolle spielte, die Sozialistischen Monatshefte, das wichtigste Organ der Revisionisten in der SPD. Sie sahen fortan den Zionismus als eine Art der „sozialistischen Kolonialpolitik“ und betonten die Leistungen der Zionisten im Sinne einer „Kulturmenschheit“, etwa das Urbarmachen von Land. Nachdenklich betrachtete vor allem Eduard Bernstein das Verhältnis von Zionismus, Antisemitismus und Sozialismus. Als einer von wenigen Sozialdemokraten sah Bernstein den Antisemitismus nicht als ein Problem, das sich durch Lösung ökonomischer Widersprüche erledigen lasse; er warnte vor dessen Aufkommen in weiten Teilen des Bürgertums und sah dies als gefährlicher an als den „Radau-Antisemitismus“. Diese Ausweitung antisemitischer Haltungen betrachtete Bernstein als förderlich für den Zionismus und schlussfolgerte daraus, dass auch der Zionismus als emanzipatorische Bewegung gegen Unterdrückungsmechanismen, wie etwa den Antisemitismus, fungieren würde.
Die sozialistisch-zionistische Bewegung spielte eine Schlüsselrolle bei der zionistischen Kolonisierung Palästinas. Ihre Ideologie wurde die einflussreichste und beständigste in der jüdischen Gemeinschaft in Palästina (dem Jischuv) vor der Gründung des Staates Israel im Jahr 1948.
Der sozialistische Zionismus ist seit der zweiten zionistischen Einwanderungswelle (hadAliya ha-Shnia) nach Palästina 1904–05 mit den meisten Pionier- und Kolonisierungsbemühungen, -institutionen und -verfahren verbunden. Sie wurde zur wichtigsten Kraft beim Aufbau der Nation Israel und dominierte die zionistische Einwanderung, konsolidierte die nationalistische Bewegung und verbreitete die Prinzipien eines egalitären Sozialsystems im Jishuv in Palästina.

#### Kulturzionismus
Als Kulturzionismus wurde das von Achad Haʿam in der zionistischen Bewegung um 1900 vertretene Streben nach einer grundlegenden Erneuerung der jüdischen Kultur als unabdingbarer Voraussetzung für ein jüdisches Nationalbewusstsein bezeichnet. Die „Judenfrage“, die der Zionismus beantworten sollte, war in den Augen der Kulturzionisten zuerst die Frage nach der Zukunft des Judentums unter den Bedingungen der Moderne.
Achad Ha'am distanzierte sich früh vom „Kongresszionismus“ Herzls, der den Zionismus eher pragmatisch als Antwort auf den europäischen Antisemitismus und die ökonomische Not der Juden Osteuropas und nicht als kulturelle Erneuerungsbewegung sah. Dennoch spielten seine Ideen schon beim Gründungskongress der WZO vor allem in den Debatten zur „Kulturfrage“ eine wichtige Rolle. In deren Zentrum stand die Wiederbelebung der hebräischen Sprache als künftige Nationalsprache.
Achad Haʿam hatte im Gegensatz zu Herzl eine realistische Einschätzung der arabischen Reaktionen auf eine jüdische Einwanderung, die Herzl in naiver Hoffnung als Willkommenheißen einschätzte. Die Bedrohung europäischer Juden durch den Antisemitismus hatte Haʿam hingegen deutlich unterschätzt, sodass der Kulturzionismus nach dem Holocaust und der Gründung Israels an Bedeutung verlor. Als Ostjude war er trotz seiner rationalen Einstellung stärker als Herzl mit jüdischen Traditionen und insbesondere mit dem Chassidismus verbunden, weshalb er einer kulturell-religiösen Renaissance des Judentums die Priorität einräumte, während Herzl und andere Zionisten die antisemitische Gefahr in den Vordergrund stellten.
Die Kulturzionisten organisierten sich 1901 im Rahmen der WZO durch die Gründung der Demokratisch-Zionistischen Fraktion.

#### Revisionistischer Zionismus

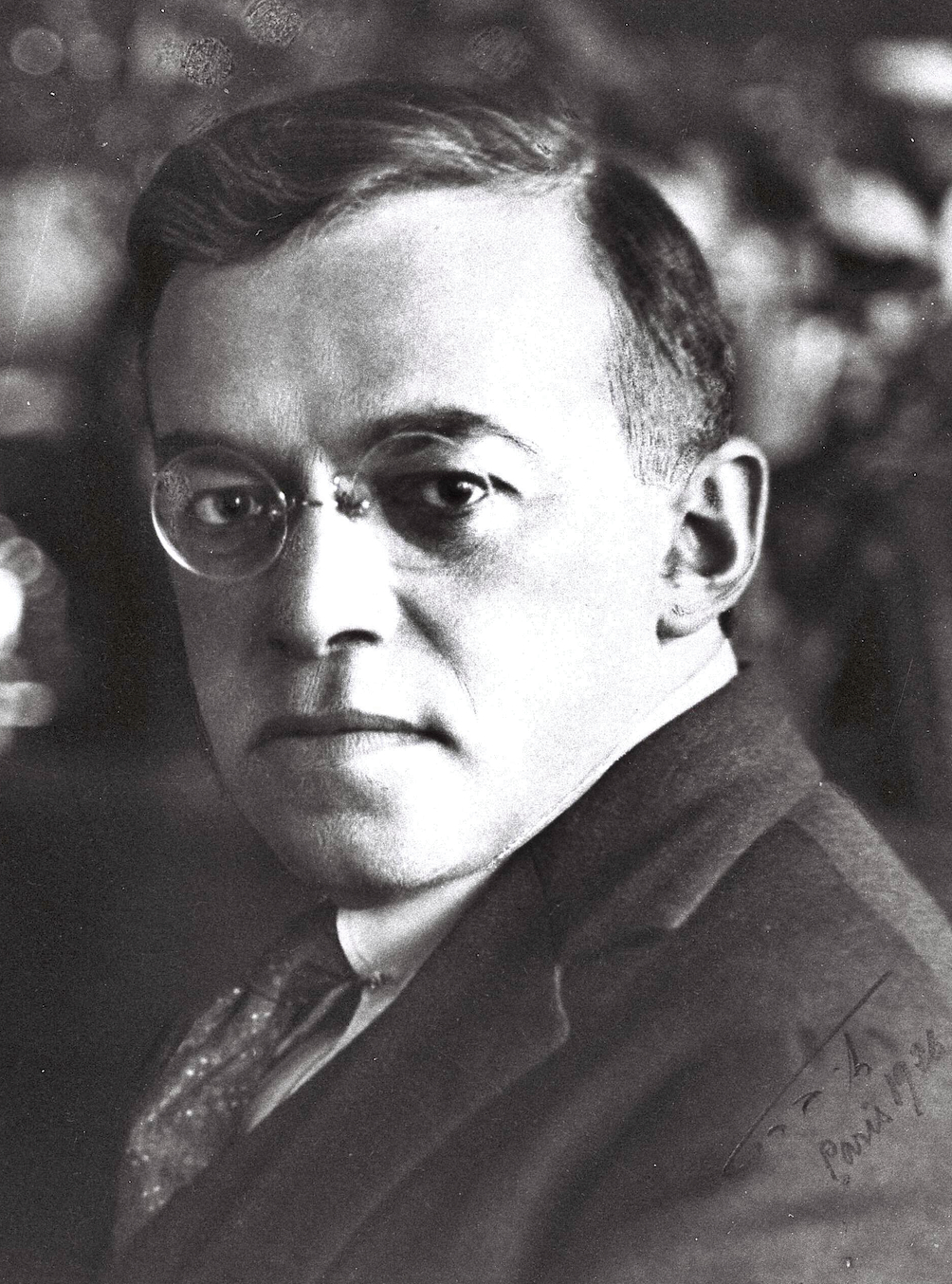
Seʾev Jabotinsky
(Mitte der 1930er Jahre)

Der Revisionistische Zionismus war eine bürgerliche, antisozialistische und nationalistische Richtung innerhalb des Zionismus. 1925 gründete Wladimir Seʾev Jabotinsky, der sich als wahrer Nachfolger des von ihm bewunderten Theodor Herzl ansah, die Neue Zionistische Organisation. Es folgten die Jugendorganisation Betar und die paramilitärische Irgun Zvaʾi Leʾummi. Die revisionistische Fraktion wollte den Zionismus, der von Chaim Weizmanns Gedankenwelt dominiert wurde, überprüfen und neu bewerten. Weizmann, damaliger Vorsitzender der Zionistischen Weltorganisation, setzte sich nach Ansicht Jabotinskys zu wenig für einen eigenen Staat ein.

### Gegner und Befürworter unter Juden und Nichtjuden
Der 1897 in Wilna gegründete Allgemeine jüdische Arbeiterbund („Bund“) lehnte die Ideen der Zionsfreunde und eines Judenstaates ganz ab und forderte stattdessen die volle Gleichberechtigung der jüdischen Arbeiterschaft Osteuropas und eine national-kulturelle Autonomie für die dort ansässigen Juden, d. h. die Anerkennung als jüdische Nationalität. Manche orthodoxen Juden wiederum sahen in den Zionisten abtrünnige Ketzer, die sich gegen das von Gott verfügte jüdische Exil auflehnten und sich selbst erlösen wollten, statt „demütig“ auf die Ankunft des von Gott gesandten Messias zu warten (Inzwischen hat sich diese Einstellung großenteils geändert, und auch unter den orthodoxen Juden gibt es nunmehr zahlreiche Zionisten).
In Westeuropa lehnte ein Großteil der Juden zionistische Ziele und Organisationen bis in die NS-Zeit ab. Vielfach wurde die Befürchtung laut, zionistische Forderungen würden die Lage europäischer Juden nur verschlechtern und ihren Integrationsbemühungen schaden. Das Ziel eines Judenstaats galt als Hindernis zur Anerkennung der jüdischen Minderheiten in den jeweiligen Heimatstaaten Europas. Bereits frühzeitig wurde kritisiert, dass der Zionismus – ebenso wie der Antisemitismus – die Juden als „fremden Körper“ in den europäischen Nationalstaaten betrachte. Diese Kritik wurde in der Gegenwart von einigen israelischen Historikern wie Anita Shapira aufgenommen.
In ganz besonderem Maße traf die Ablehnung des zionistischen Gedankenguts auf die deutschen Juden zu, die sich mehrheitlich in erster Linie als deutsche Patrioten fühlten. Liberal-bürgerliche Gruppen wie der Central-Verein deutscher Staatsbürger jüdischen Glaubens (C.V.) hielten den Antisemitismus weiterhin für „heilbar“ und den Judenstaat für unnötig oder utopisch. Auf Druck der deutschen Rabbinerschaft fand daher der erste Zionistenkongress in Basel und nicht, wie ursprünglich geplant, in München statt. Andererseits fühlte sich auch die zionistisch denkende Minderheit unter den deutschen Juden kulturell und geistig der deutschen Nation verbunden, und nicht umsonst hatte Herzl (vergeblich) versucht, das Deutsche Reich als Schutzmacht eines Judenstaates zu gewinnen und Deutsch als dessen Sprache einzuführen.
Während also Herzl mit seiner Idee vom Judenstaat von den deutschen Juden mehrheitlich abgelehnt wurde, bekam er ausgerechnet Zustimmung von antisemitisch gesinnten Deutschen, die eine Chance witterten, der jüdischen Gemeinschaft in Deutschland ein Ende zu bereiten. Herzl notierte dazu: „Die Antisemiten behandeln mich fair“. Umgekehrt verweigerte der Herzog von Baden dem zionistischen Gedankengut seine Zustimmung, weil er fürchtete, diese könnte ihm fälschlich als Ausdruck von Antisemitismus ausgelegt werden (Baden war seit 1868 der erste deutsche Teilstaat, wo ein Jude Minister wurde: Moritz Ellstätter als Finanzminister).
Da somit Antisemiten und Zionisten zumindest teilweise in ihren Zielen (wenngleich keineswegs in ihren Motiven) übereinstimmten, kam es zeitweilig zu – heute seltsam anmutenden – Zweckbündnissen, was im Endeffekt so weit ging, dass schließlich (vorübergehend) sogar eine Zusammenarbeit zionistischer Organisationen mit dem nationalsozialistischen Regime (das eigentlich die Idee der Schaffung eines jüdischen Staats strikt ablehnte) zustande kam mit dem Ziel, deutsche Juden zur Auswanderung nach Palästina zu bewegen.

Es gab allerdings auch unter den deutschen Nichtjuden Stimmen, die den Zionismus nicht mit einer eliminatorischen Zielsetzung, sondern mit ehrlicher Sympathie begrüßten. So konstatierte der Historiker und Schriftsteller Felix Dahn 1901 im Rahmen einer Rezension für Das literarische Echo: „Wäre ich ein Jude, würde ich ein begeisterter Zionist sein.“ Passend zu dieser Haltung enthält Dahns bekanntestes literarisches Werk Ein Kampf um Rom positiv konnotierte zionistische Anspielungen. Auch der Dichter Peter Rosegger zeigte unverhohlene Sympathien für den Zionismus. Im Jahr 1901 schrieb er beispielsweise: 
Wer sich einen Deutschen nennt

Und die Heimatsehnsucht kennt

Und der Völker Freiheit preist,

Ja, der muss doch fördern, segnen

Euren Zionistengeist.

### Uganda-Programm
Nach den Pogromen in Kischinjow gegen russische Juden an Ostern 1903 schlug Herzl auf dem 6. Zionistenkongress in Basel am 26. August 1903 das britische Uganda-Programm als vorläufige Lösung vor. Er betonte, es berühre nicht das eigentliche Ziel einer Heimstätte in Palästina. Dennoch rief sein Vorschlag heftige Proteste hervor und spaltete fast die zionistische Bewegung. Es kam zu einem Bündnis verschiedener Gruppen, die die Uganda betreffenden Vorschläge in der Zeit von 1903 bis 1905 unterstützten. Daraus ging die Jewish Territorialist Organization (JTO) hervor.
Am 6. Zionistenkongress nahm unter anderem Wladimir Jabotinsky teil. Von da an identifizierte er sich völlig mit Herzls Zielen und wurde zu einem Sprecher des Zionismus. 1923 gründete er dessen revisionistischen Flügel und die Jugendbewegung Betar. Auf dem 7. Zionistenkongress 1905 wurde das Uganda-Programm endgültig fallengelassen. Herzls Nachfolger wurde David Wolffsohn (1905–1911), der die praktische Kolonisation Palästinas unabhängig von der Zustimmung dafür maßgebender Staaten befürwortete. Die „Perspektive Palästina“, mit oder ohne eigenen Staat, verfolgte ebenfalls der „kulturelle Zionismus“ unter Ascher Ginsberg (Achad Haʿam).

### Zweite Alija
Ausgelöst durch die Pogrome von Kischinjow im heutigen Moldawien 1903, die Judenverfolgungen nach dem Russisch-Japanischen Krieg und nach der gescheiterten Russischen Revolution 1905, wanderten von 1904 bis 1914 etwa 40.000 meist junge russische Juden nach Palästina aus. Dort wuchs die jüdische Bevölkerung bis 1914 auf etwa 85.000 Menschen an. Die Einwanderer waren von den russischen sozialen Bewegungen geprägt und brachten deren Gedankenwelt nach Palästina mit (Ber Borochov, Aharon David Gordon). Von den eher sozialreformerischen Einwanderern wurde der HaPoʿel haZaʿir gegründet, während die sozialrevolutionären, zu denen damals der spätere Ministerpräsident David Ben Gurion gehörte, die Poʿalei Zion formierten, die allerdings im Laufe der Jahre ebenfalls eine reformerische Linie einschlug.
1901 gründete die Zionistische Weltorganisation den Jüdischen Nationalfonds (JNF), um nun erstmals jüdische Ansiedlungen in Palästina gezielt zu fördern. 1907 gründete sie das Palästina-Amt in Jaffa, das Arthur Ruppin leitete. 1909 wurden die Jüdische Kolonialbank („Jewish Colonial Trust“) und die Stadt Tel Aviv gegründet, die bis 1938 auf 150.000 Einwohner anwuchs. Die Einwanderer der zweiten Alija verstanden sich als landwirtschaftliche Pioniere (Chaluzim). 1909 gründeten sie Degania am See Genezareth, den ersten Kibbuz.

### Balfour-Deklaration
Der Erste Weltkrieg warf die jüdischen Siedler zunächst enorm zurück, da sie zwischen die Fronten des Osmanischen Reichs und Großbritanniens gerieten. Unter osmanischer Hoheit hätten sie nur bei Annahme der osmanischen Staatsbürgerschaft in Palästina bleiben dürfen, weshalb es zahlreiche Einbürgerungen gab. Dies verschärfte die Konflikte der „praktischen“ Zionisten, die Tatsachen schaffen wollten, mit den „politischen“ Zionisten, die erst die Unterstützung europäischer Großmächte erlangen wollten.
Vor allem Chaim Weizmann erreichte als Vertreter der WZO jedoch durch geschicktes Verhandeln die Zusage der britischen Regierung, die schon bestehenden jüdischen Siedlungen unter ihren Schutz zu stellen und weitere Einwanderung zuzulassen. Am 2. November 1917 gab der britische Außenminister Arthur Balfour brieflich die nach ihm benannte Balfour-Deklaration gegenüber dem engagierten britischen Zionisten Walter Rothschild, 2. Baron Rothschild ab: Die Regierung betrachte die „Schaffung einer nationalen Heimstätte in Palästina für das jüdische Volk mit Wohlwollen“ und werde die „größten Anstrengungen unternehmen, um das Erreichen dieses Ziels zu erleichtern.“ Diese Erklärung übernahm die Zielformulierung der WZO; damit hatte erstmals ein europäischer Staat deren Ziel eines jüdischen Staates in Palästina anerkannt. Er verband dies „mit der Maßgabe, dass nichts geschehen soll, was die bürgerlichen und religiösen Rechte der bestehenden nicht-jüdischen Gemeinschaften in Palästina oder die Rechte und den politischen Status der Juden in anderen Ländern in Frage stellen könnte“.

### Abkommen mit Syrien
1922 übertrug der Völkerbund Großbritannien das seit 1918 faktisch ausgeübte Mandat, die Balfour-Erklärung zu verwirklichen. Da diese offenließ, wie die „nationale Heimstätte“ der Juden aussehen und erreicht werden sollte, suchte die WZO diese Fragen zunächst einvernehmlich mit den Arabern zu klären. Diese hatten die Balfour-Deklaration nicht abgelehnt und die jüdische Einwanderung begrüßt, sofern dabei arabische Interessen berücksichtigt blieben.
Am 3. Januar 1919 schloss Weizmann mit Faisal I. das Faisal-Weizmann-Abkommen, in dem Syrien die weitere jüdische Ansiedlung und eine jüdische Interessenvertretung in Palästina anerkannte. Die WZO verzichtete auf eine autonome Regierung und stimmte ihrerseits zu, das Streben der Araber nach einem unabhängigen arabischen Staat zu unterstützen.
Faisal machte seine Zustimmung zu dem Abkommen von der britischen Zusage für ein selbständiges Großarabien abhängig. Diese Zusage hatte der britische Hochkommissar Ägyptens, Henry McMahon, Faisals Vater, König Hussein ibn Ali, 1916 schriftlich gegeben. Dafür hatten die Araber durch die Arabische Revolte die Briten im Kampf gegen die Osmanen unterstützt.

### Ausgleich mit den Siegermächten

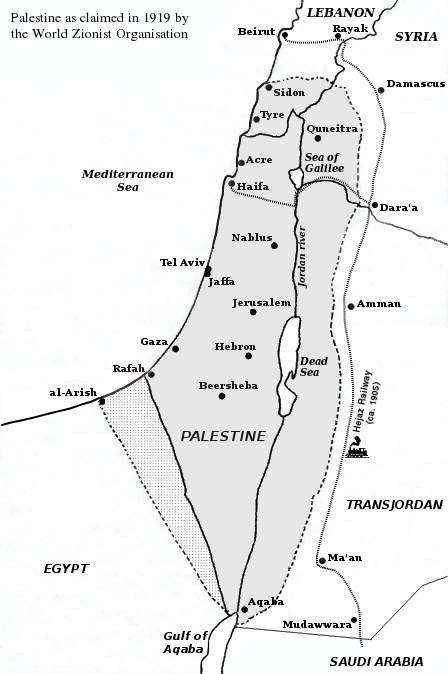
Von der World Zionist Organization bei der Pariser Friedenskonferenz 1919 eingebrachter Anspruch auf Palästina.

Am 27. Februar 1919 erläuterten die Vertreter der WZO, darunter Weizmann, dem Obersten Alliierten Rat ihre Vorstellungen: die Förderung jüdischer Zuwanderung und Ansiedlung von jährlich bis zu 80.000 Juden, ihre offiziell anerkannte Vertretung in Palästina, die Erlaubnis zum Aufbau eines hebräischen Bildungssystems und die bevorzugte Vergabe von Konzessionen für unerschlossenes Land an Juden. Sie verzichteten gegen erheblichen Widerstand in den eigenen Reihen erneut darauf, bereits jetzt eine autonome jüdische Staatsregierung zu fordern. Erst mit einer jüdischen Bevölkerungsmehrheit in Palästina könne dies geschehen. Dafür erreichten sie die Zustimmung der europäischen Staaten.

### Beginnender Nahostkonflikt
Großbritannien erkannte die eigenen während des Weltkriegs den Haschemiten gemachten Zusagen für ein selbständiges Großarabien nicht an. Daraufhin entstand Widerstand gegen eine weitere jüdische Besiedlung Palästinas bei den dort ansässigen Arabern und denen der weiteren Region. Sie sahen diese nun als Ausdruck imperialistischer britischer Politik, die gegen ihr Ziel einer großarabischen Nation gerichtet sei. Eine Resolution des syrischen Kongresses vom 2. Juli 1919 wandte sich gegen ein jüdisches Gemeinwesen „im südlichen Teil Syriens, Palästina genannt“. Arabische Delegierte protestierten vor einer von US-Präsident Woodrow Wilson entsandten Kommission gegen einen Judenstaat.
Im April 1920 übertrug der Völkerbund Großbritannien das Mandat zur Verwaltung Palästinas und damit zur Erfüllung der Balfour-Deklaration. Premierminister David Lloyd George ernannte mit Sir Herbert Samuel einen jüdischen Briten zum Hochkommissar für Palästina und Transjordanien. Dadurch wuchs die Erbitterung vieler Araber über die Briten und die jüdischen Siedler wie alteingesessenen Juden Palästinas (alter Jischuv), die sie nun als gegen sich verbündet ansahen.
Im selben Monat griffen Araber in Jerusalem erstmals Juden an, plünderten jüdische Geschäfte, töteten und verletzten jüdische Anwohner. Das britische Militär griff nicht ein. Im Mai 1921 wurden bei neuen arabischen Ausschreitungen 43 Juden in Jaffa ermordet; die ebenfalls angegriffene jüdische Siedlung Petach Tiqwa konnte sich erfolgreich verteidigen.

### Britische Mandatspolitik
Daraufhin ließ der britische Hochkommissar die weitere jüdische Einwanderung stoppen, obwohl die Gewalt nicht von diesen ausging, um zunächst die Ursachen der Unruhen aufzuklären. Die Untersuchungskommission stellte fest, dass arabische Polizei sich an Übergriffen auf Juden beteiligt habe, statt diese zu schützen. Zuvor hätten zionistische Behörden „hebräische Arbeit“ propagiert. Juden, die arabischen Großgrundbesitz gekauft hatten, stellten bevorzugt jüdische Neusiedler ein und entließen die ansässigen Araber. Die britische Verwaltung erlaubte nun Juden, aber nicht Arabern, aus deren Mitten die Gewalt ausging, Waffen zu ihrer Selbstverteidigung zu tragen. Winston Churchill, damals britischer Kolonialminister, erlaubte weitere jüdische Einwanderung, ohne dass die Gestalt und Grenze eines künftigen jüdischen Staates geklärt war. Die UNO, als Nachfolgerin des Völkerbunds, kam er mit dem UN-Teilungsplan für Palästina im Dezember 1947 zu dem Schluss, dass die Gewalt eine jüdische Heimstatt in einen gemeinsamen binationalen Staat ausschließe.
1920 wurde die zionistische Gewerkschaft Histadrut mit dem Ziel gegründet, in den von privaten Investoren gemiedenen Branchen Unternehmen zu betreiben, und wurde so im Laufe der Zeit größter Arbeitgeber in Palästina.
Im Sommer 1921 erklärte ein Zwischenbericht des Hochkommissars, die Umsetzung der Balfour-Erklärung sei von den „Rechten der ansässigen Bevölkerung“ abhängig. Damit machte die Existenz einer jüdischen Heimstatt von der zustimmenden Meinung der arabischen Bevölkerungsmehrheit abhängig. Zudem machte er den arabischen Nationalisten Mohammed Amin al-Husseini zum Mufti von Jerusalem.
1923 wurde das britische Mandatsgebiet aufgeteilt. Der kleinere Teil wurde von nun an „Palästina“ genannt, während aus dem größeren Teil Transjordanien (erst als Emirat, dann ab 1950 als Königreich Jordanien) entstand. Damit sahen die Panarabisten die Aussicht auf ein eigenes Großpalästina weiter geschwächt.
Seit etwa 1925 bestand in Deutschland die Möglichkeit der Hachschara („Vorbereitung“ auf die Auswanderung). Doch blieb der Zionismus Angelegenheit einer Minderheit der Juden; von etwa 580.000 deutschen Juden gehörten 1932 nur 7.500 einer zionistischen Organisation an. Die Mehrheit wollte ein Deutschland ohne Judendiskriminierung und dort an der Verbesserung der sozialen und rechtlichen Lage für alle Bürger mitwirken.

### Zeit des Nationalsozialismus

#### Deutschland
Mit dem Machtantritt der NSDAP am 30. Januar 1933 begann die gesamtstaatliche Judenverfolgung in Deutschland. Erste Maßnahmen des NS-Regimes waren der „Judenboykott“ vom 1. April sowie das „Gesetz zur Wiederherstellung des Berufsbeamtentums“ und das „Gesetz über die Zulassung zur Rechtsanwaltschaft“ vom 7. April 1933, wodurch viele deutsche Juden Eigentum, Beruf und soziale Stellung verloren.
Am 25. August 1933 trat das Haʿavara-Abkommen („Überweisung“) zwischen der Jewish Agency, der Zionistischen Vereinigung für Deutschland und dem deutschen Reichsministerium für Wirtschaft in Kraft, um die Emigration deutscher Juden nach Palästina zu erleichtern und zugleich den deutschen Export zu fördern. Bis zum Jahresende emigrierten etwa 37.000 der 525.000 in Deutschland lebenden Juden, die meisten (ca. 73 %) zogen zunächst in die europäischen Nachbarstaaten, 19 % nach Palästina, 8 % entschieden sich für ein Land in Übersee. In den Folgejahren bis 1937 blieb die jährliche Zahl der Auswanderer weit unter dem Wert im Jahr der Machtergreifung (1934 waren es 23.000, 1935 21.000, 1936 25.000 und 1937 23.000). Die zionistischen Vereine wuchsen bis 1934 auf 43.000 Mitglieder.
Am 13. September 1933 schlossen sich alle großen deutschjüdischen Verbände, einschließlich der zionistischen, zur Reichsvertretung der Deutschen Juden unter Leo Baeck zusammen. Diese wollte deren Zusammenhalt stärken und die fluchtartige Auswanderung steuern. Dazu beschaffte sie z. B. Einreisepapiere und verwaltete zurückgelassene Immobilien.
Adolf Hitler selbst hielt den Zionismus für eine Lüge und ein Täuschungsmanöver der Juden. In Mein Kampf schrieb er, die Juden dächten „gar nicht daran, in Palästina einen jüdischen Staat aufzubauen, um den dann etwa zu bewohnen, sondern sie wünschen nur eine mit eigenen Hoheitsrechten ausgestattete, dem Zugriff anderer Staaten entzogene Organisationszentrale ihrer internationalen Weltbegaunerei; einen Zufluchtsort überwiesener Lumpen und eine Hochschule werdender Gauner“. Auch Alfred Rosenberg, ein führender Ideologe der NSDAP, schrieb in dem 1921 verfassten und 1938 neu aufgelegten Aufsatz Der staatsfeindliche Zionismus, dieser sei, „bestenfalls, der ohnmächtige Versuch eines unfähigen Volkes zu produktiver Leistung, meistens ein Mittel für ehrgeizige Spekulanten, sich ein neues Aufmarschgebiet für Weltbewucherung zu schaffen“. Der Reichsminister des Äußeren Konstantin von Neurath schickte 1937 Richtlinien an die deutschen Botschaften in London, Kairo und Jerusalem, in denen er betonte, dass die Schaffung eines jüdischen Staates „nicht im deutschen Interesse“ sei, da ein derartiger Staat eine „zusätzliche völkerrechtliche Machtbasis für internationales Judentum schaffen“ würde. Auch die nationalsozialistische Presse schrieb gegen den Zionismus und unterstützte dessen arabische Gegner.
Nachdem die Nürnberger Gesetze vom 15. September 1935 den deutschen Juden die Staatsbürgerrechte entzogen hatten, wuchs die Zahl der Ausreisewilligen, obwohl Verbände wie der Central-Verein deutscher Staatsbürger jüdischen Glaubens weiterhin zum Bleiben ermutigten.
250.000 deutsche Juden wanderten von 1933 bis zum Kriegsbeginn 1939 in andere Länder aus. Dafür musste ihre Reichsvertretung immer mehr Mittel aufbringen, bis ihre Mitglieder etwa 10 Prozent ihres Einkommens an sie abgeben mussten. Die zionistische Vereinigung durfte von diesen Einnahmen Schulungsfarmen (Hachschara) aufbauen, auf denen Ausreisewillige Landwirtschaft erlernten, um ihren Neuanfang in Palästina zu erleichtern. Von 1933 bis 1941 erreichten etwa 55.000 Juden aus dem Deutschen Reich – etwa ein Viertel aller jüdischen Einwanderer – Palästina. 15.000 bis 20.000 von ihnen missachteten dabei die britischen Einreisevorschriften.
1937 blockierten die deutschen Behörden die Auswanderung deutscher Juden trotz des Ha'avara-Abkommens zunehmend. Adolf Eichmann wurde nach Palästina gesandt, um dort Kontakt zur israelischen Untergrundorganisation Hagana aufzunehmen. Eichmann wurde jedoch des Landes verwiesen. In Ägypten traf er al-Husseini, den Großmufti von Jerusalem, der sich bereits 1933 mit dem NS-Regime verbündete, nationalsozialistische Propaganda im arabischen Raum verbreitete und von 1941 bis zum Ende des Zweiten Weltkriegs in Deutschland lebte. Al-Husseini wurde Mitglied der SS, mobilisierte Muslime auf dem Balkan für die Waffen-SS und versuchte Fluchtwege für Juden aus Osteuropa zu blockieren, um ihre Auswanderung nach Palästina zu verhindern.
Nach dem Anschluss Österreichs am 12. März 1938 verschärfte sich die Lage reichsdeutscher Juden nochmals: Die Novemberpogrome 1938 vom 7. bis 14. November zerstörten Leben und Eigentum Hunderter sowie mit den Synagogen auch die jüdische Kultur in Deutschland und Österreich. Die Konferenz von Évian vom Juli 1938, in der auf Initiative des amerikanischen Präsidenten Franklin D. Roosevelt Vertreter von 32 Nationen Möglichkeiten der Auswanderung von Juden aus Deutschland und Österreich diskutierten, verlief praktisch ergebnislos.
1939 richtete die Gestapo auf Anordnung Hermann Görings eine „Reichszentrale für jüdische Auswanderung“ ein. Der Überfall auf Polen am 1. September 1939 brachte drei Millionen polnischer Juden in den deutschen Machtbereich. Bis zum Jahresende wurden 7000 von ihnen ermordet. Der deutsche Einmarsch in die neutralen Niederlande („Fall Gelb“) am 10. Mai 1940 zwang etwa 20.000 deutschjüdische Emigranten erneut zur Flucht, aus Belgien dann 25.000, aus Frankreich 35.000.

#### Palästina
Die nationalsozialistische Judenverfolgung beschleunigte den Zustrom europäischer Juden nach Palästina ab 1935 erheblich. Soweit Flüchtlinge im Rahmen des Haʿaverah-Abkommens durch Erlöse für aus Deutschland exportierte Sachkapitalien den Gegenwert von 1.000 Palästina-Pfund aufbringen konnten, bestand für sie auch über das geringe britische Einwanderungskontingent für Juden hinaus die Möglichkeit nach Palästina einzuwandern. Damit erlebte Palästina einen wirtschaftlichen Aufschwung, der wiederum im Wege der Arbeitsmigration den Zustrom ausländischer Araber dorthin verstärkte.
Nachdem 1936 der arabische Aufstand gegen die palästinensischen Juden einsetzte, lehnte die britische Peel-Kommission die Umsetzung der Balfourdeklaration ab und legte im Juli 1937 einen Teilungsplan vor. Danach sollte ein Großteil Palästinas den Arabern, der kleinere Teil mit den meisten jüdischen Siedlungen den Juden zugeteilt werden, Jerusalem und ein Küstenstreifen sollten britisches Mandatsgebiet bleiben. Weizmann, der die WZO seit 1935 leitete, sprach sich auf dem 20. Zionistenkongress für die Annahme dieses Plans aus, um so viele verfolgte Juden wie möglich zu retten. Die Vertreter der Araber lehnten den Plan jedoch ab und verlangten, ganz Palästina zu einem arabischen Staat zu machen.
Dies entflammte den arabischen Aufstand erneut. Die Abwehrkämpfe der Briten zwangen den Mufti al-Husseini zur Flucht aus Palästina. Die Hagana baute mit Hilfe des prozionistischen Briten Orde Wingate eine schlagkräftige, aber rein defensiv ausgerichtete Einheit zum Schutz der jüdischen Siedlungen auf, die Pluggot Laila. Ihre Devise lautete Havlagah (hebräisch הַבְלָגָה ‚Zurückhaltung‘).
Nachfolgekommissionen der Briten schränkten das den Juden zuerkannte Gebiet immer weiter ein und ließen den Plan Peels schließlich ganz fallen. Im Weißbuch von 1939 legte die britische Regierung einseitig fest, die Balfourdeklaration sei bereits verwirklicht; in fünf Jahren sollten noch maximal 75.000 Juden in Palästina einwandern dürfen. Auf einer Konferenz in London im August 1939 versuchte Neville Chamberlain erfolglos, die Vertreter der WZO zum Verzicht auf einen jüdischen Staat in Palästina zu bewegen.
Die WZO, der Völkerbund und Winston Churchill als Oppositionsführer im britischen Unterhaus lehnten dieses Weißbuch als mit dem britischen Mandat unvereinbaren Vertragsbruch ab. Doch als Premierminister behielt Churchill den Beschluss Chamberlains über das Kriegsende hinaus bei.
1937 gründete sich in Paris der Mossad le-ʿAlijjah Beit, um die illegale Auswanderung (ʿAlijjah Beit) von europäischen Juden zu koordinieren, meist mit Booten über die Donau nach Rumänien und weiter über den Bosporus nach Palästina. Viele der völlig überladenen Boote sanken unterwegs oder wurden von den Briten vor Erreichen der Küste Palästinas aufgebracht, ihre Insassen in Sammellagern interniert und später auf die Insel Mauritius verbannt. Die WZO erhielt nicht einmal eine britische Erlaubnis zur legalen Aufnahme jüdischer Kinder.
In dieser Zeit begannen jüdische Untergrundorganisationen, gegen die Briten Anschläge zu verüben: ab 1937 der Irgun (Etzel) unter Führung von Jabotinsky, wozu nach einer Aufspaltung der Gruppe 1940 Lechi unter Führung von Avraham Stern hinzukam. 1941 wurde in Palästina die Palmach als jüdische „Elite-Einheit“ der Hagana gegründet, während Al-Husseini in Berlin mit Hitler zusammentraf und Erwin Rommels Afrikakorps sich bereits in Libyen befand. Sein militärischer Vorstoß konnte in der zweiten Schlacht von al-ʿAlamein gestoppt werden, bevor er jüdische Siedlungen erreichte.

#### Schoah
Mit dem Überfall auf die Sowjetunion am 22. Juni 1941 begann der Holocaust (auch Schoah genannt) mit organisierten Massenmorden zunächst an sowjetischen Juden und Deportationen deutscher und osteuropäischer Juden in Ghettos und Lager in Osteuropa. Zwischen Juli und Oktober 1941 fielen die wichtigsten Entscheidungen zur Ausweitung der Judenvernichtung: Nun begann der Bau von Vernichtungslagern, und für deutsche Juden wurde reichsweit das Tragen des Judensterns angeordnet.
Am 23. Oktober 1941 erließ Heinrich Himmler ein allgemeines Auswanderungsverbot für Juden in von Deutschland besetzten Gebieten, im November zudem ihre Enteignung und den Verlust ihrer Staatsangehörigkeit bei ihrer Deportation. Seitdem konnten Juden nicht mehr legal auswandern. Am 20. Januar 1942 wurde auf der Wannsee-Konferenz die seit Juni 1941 begonnene „Endlösung der Judenfrage“ von führenden NS-Behördenvertretern für ganz Europa koordiniert und organisiert. Im April 1942 befahl Himmler die vollständige Deportation aller europäischen Juden in die nun fertiggestellten osteuropäischen Vernichtungslager. Ab Juli 1942 wurden die meisten deportierten Neuankömmlinge unmittelbar nach ihrer Ankunft in den Lagern vergast.
Der laufende Holocaust wurde im Herbst 1941 außerhalb Deutschlands bekannt, dies führte aber zu keinen gezielten Gegenmaßnahmen. Eine Jüdische Brigade formierte sich in der britischen Armee (siehe Hannah Szenes). Auf der Biltmore-Konferenz in New York City 1942 forderten die US-Delegierten der WZO und die Gruppe um Ben Gurion erstmals, „die Tore Palästinas zu öffnen“ und dort ein jüdisches Commonwealth mit demokratischer Verfassung nach europäischem Vorbild einzurichten. Dies lehnte die britische Regierung ab und untersagte die Veröffentlichung des Biltmore-Programms in Großbritannien und Palästina. Der revisionistischen Bergsongruppe gelang es trotz Widerständen, mit öffentlichkeitswirksamen und geschickten Kampagnen die US-amerikanische Regierung so unter Druck zu setzen, dass sie mit dem War Refugee Board 1944 eine weitere amerikanische staatliche Organisation zur Rettung der verfolgten Juden gründete.
Seit dem Aufstand im Warschauer Ghetto im Januar 1943 wuchs die Zahl jüdischer Flüchtlinge erneut. Die britische Regierung ließ nun immer häufiger jüdische Siedlungen in Palästina durchsuchen, illegale Einwanderer verhaften und verbot zionistische Zeitungen. 1944 weiteten die Organisationen Irgun und Lechi ihre Anschläge gegen die Briten aus. Die Hagana nahm Irgunmitglieder fest und lieferte einige von ihnen den Briten aus. Gleichzeitig kämpften etwa 100.000 der bis dahin 500.000 palästinischen Juden mit den Alliierten in Europa gegen die Deutschen.

## Geschichte seit 1945

### Nachkriegszeit
In den letzten Kriegsmonaten befreiten die Alliierten die nationalsozialistischen Konzentrations- und Vernichtungslager, darunter am 27. Januar 1945 das KZ Auschwitz. Doch kein europäischer Staat außer Frankreich und Schweden erklärte sich nach Kriegsende am 8. Mai 1945 bereit, die Überlebenden aufzunehmen.
Im britischen Wahlkampf versprach die Conservative Party, Palästina aufzuteilen, um den Streit mit den Arabern beizulegen. Die Labour Party legte einen Palästinaplan vor, der vorsah, die ganze Region in einen jüdischen Staat umzuwandeln und die arabischen Bewohner durch großzügige Geldmittel zum Auswandern zu bewegen. Nach ihrem Wahlsieg ließ die Labourregierung jedoch nur 1500 Juden monatlich einwandern.
Die WZO forderte, wenigstens die überlebenden KZ-Häftlinge einwandern zu lassen; US-Präsident Harry S. Truman forderte die Briten auf, sofort 100.000 jüdische Einwanderer zuzulassen. Eine auf seinen Druck hin gebildete angloamerikanische Kommission bereiste Palästina und die europäischen Sammellager für Displaced Persons. Sie übernahm danach Trumans Forderung, doch der britische Außenminister Ernest Bevin hielt an dem niedrigen Monatskontingent fest.
Daraufhin nahm der Zionistenkongress in Genf 1946 das Biltmore-Programm als Basis für seine Ziele an. Dies blieb in der WZO umstritten; radikale Gruppen forderten offenen Widerstand gegen die britische Mandatsregierung, andere einen binationalen Staat mit gleichen Rechten für Juden und Araber. Denn nur im Einvernehmen mit den arabischen Nachbarstaaten sei ein jüdischer Staat dauerhaft lebensfähig, wobei die arabischen Teile Palästinas jüdischer Besiedlung offenstehen müssten. Araber sollten sich mit Juden gegen Großgrundbesitzer zusammenschließen können. Dies vertraten säkulare linksgerichtete Zionisten, die später die Mapam-Partei gründeten, und deutschjüdische Zionisten wie Martin Buber, Hugo Bergmann, Ernst Simon sowie der Rabbiner und spätere Universitätsleiter Judah Leon Magnes. Die US-amerikanischen Zionisten um Ben Gurion und die sozialistische Mapai-Partei lehnten einen binationalen Staat ab, um den Displaced Persons mit einem begrenzten jüdischen Staat sofort einen Zufluchtsort anbieten zu können. Die Araber in und um Palästina lehnten einen binationalen Staat ebenfalls ab.
Aus der Sowjetunion wurden seit Februar 1946 etwa 175.000 vom NS-Regime vertriebene polnische Juden in ihr Heimatland abgeschoben, dort aber von den ortsansässigen Polen, die ihren Besitz vielfach übernommen hatten, abgelehnt. 95.000 von ihnen flohen daraufhin, besonders seit dem Pogrom von Kielce am 4. Juli 1946, weiter über Westeuropa nach Palästina. Die Hagana, die Jüdische Brigade der britischen Armee und der Mossad organisierten nun gemeinsam diese illegale Einwanderung der Schoa-Überlebenden („Bericha“).
Die Briten ließen 50.000 von ihnen 1945–1946 in DP-Lager in die Amerikanische Besatzungszone nach Deutschland zurückbringen, andere in Britisch-Zypern internieren. Sie inhaftierten bei einer Razzia am 29. Juni 1946 (Operation Agatha) alle in Palästina auffindbaren Mitglieder der Jewish Agency und andere führende Zionisten und hielten sie wochenlang in einem Lager in Lod gefangen.

### Gründung des Staates Israel

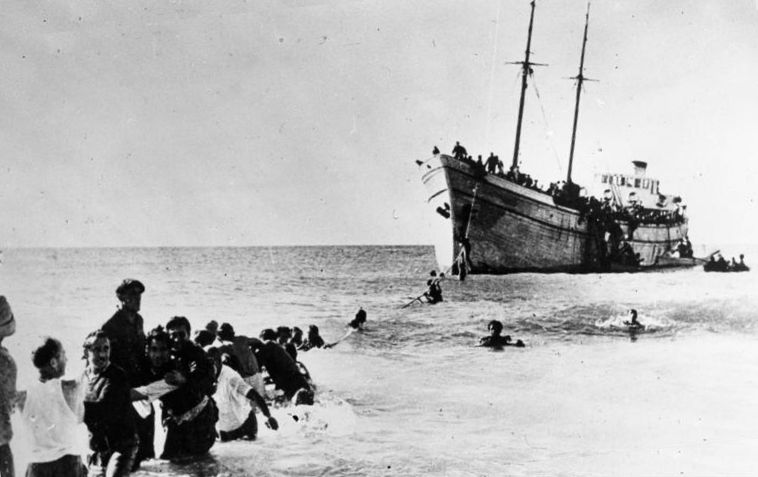
Jüdische Einwanderer gehen 1948 nahe Naharija an Land.

Im Jahr 1946 nahmen dann Irgun-Angriffe, vor allem auf Palästinas Bahnstrecken und das Arabische Hohe Komitee, zu. Palmach-Einheiten sprengten zehn Brücken (לֵיל הַגְּשָׁרִים Lejl haGscharīm, deutsch ‚Nacht der Brücken‘, 16./17. Juni 1946). Im Gegenzug zu den Terroranschlägen verhafteten die Mandatsträger am 29. Juni alle zionistischen Anführer, worauf am 22. Juli die Irgun einen Seitenflügel des Jerusalemer King David Hotels sprengte, wo sich das britische Hauptquartier befand. Die Eskalation der Unruhen zog sich dann durch das ganze Jahr 1947 – bis die Vereinten Nationen am 29. November dem UN-Teilungsplan für Palästina und der Gründung eines jüdischen und eines arabischen Staates zustimmten.

Arabische Offensive zu Beginn des Arabisch-Israelischen Kriegs 1948

Mit dem UN-Beschluss und dem Beginn des britischen Rückzugs nahmen nun die arabischen Unruhen und Anschläge wieder zu. Am Tag nach der Verkündung des UN-Teilungsplans (30. November) begann der zionistisch-arabische Bürgerkrieg. Arabische Kräfte, bestehend aus Dorfmilizen, die von der Arabischen Befreiungsarmee (Arab Liberation Army) unterstützt und durch europäische Söldner wie zum Beispiel Deserteure der britischen Armee und Veteranen der kroatischen Waffen-SS verstärkt wurden, standen jüdischen Milizen, darunter zahlreichen Veteranen des Zweiten Weltkriegs und den Palmach-Truppen, gegenüber. Anfang Dezember rief das Arabische Hochkomitee einen dreitägigen Generalstreik aus. Die Arabische Liga konnte vor dem vollständigen britischen Rückzug keine Invasion durchführen, plante jedoch eine Invasion am Tag nach Abschluss des Rückzugs.
Am 14. Mai 1948 verlas David Ben Gurion in Tel Aviv die israelische Unabhängigkeitserklärung. Die USA erkannten den neuen Staat am selben Tag, die Sowjetunion am 17. Mai an. Das britische Mandat endete am 15. Mai: Mit Beginn dieses Tages griffen die Armeen Transjordaniens, des Irak, des Libanon, Ägyptens und Syriens Israel an. Israel besiegte sie im Palästinakrieg mit Hilfe von Waffenlieferungen aus West- und Osteuropa, der Tschechoslowakei, Sowjetunion und den USA. Nun begann die legale Masseneinwanderung von Juden aus Europa in Israel. Als ersten gesetzgeberischen Akt verabschiedete die Knesset 1950 das Rückkehrgesetz, das allen nach dem Gesetz als jüdisch definierten Personen das Recht zusichert, sich in Israel niederzulassen und sofort die israelische Staatsbürgerschaft zu erhalten.

### Neue Programmatik
Seit Israels Staatsgründung finden WZO-Kongresse nur noch in Jerusalem statt. Der 23. Kongress 1951 ersetzte das Basler Programm durch das Jerusalem Programm, das als Ziele der zionistischen Bewegung bestimmte:
1. die Stärkung des Staates Israel,
2. die Einsammlung der Zerstreuten in Eretz Israel,
3. die Pflege der Einheit des jüdischen Volkes.

Damit rückte das Verhältnis Israels zur jüdischen Diaspora und ihre beiderseitigen Pflichten zum Erhalt des Judentums ins Zentrum der Überlegungen.

### Neo-Zionismus
Im Juni 1967 besetzte Israel im Sechstagekrieg Ost-Jerusalem, die ägyptischen Sinai-Halbinsel samt Gazastreifen, das jordanische Westjordanland sowie den syrischen Golanhöhen. Durch diesen Beweis der Stärke gewann der Zionismus weitere Unterstützung. Die Gewinnung weiter Teile des biblischen Eretz Israel von Sichem bis Hebron mit dem Grab der Patriarchen wurde als göttliches Zeichen verstanden. Dadurch erhielt der ursprünglich säkulare Zionismus einen religiös geprägten Zweig, den fundamentalistisch-nationalreligiösen Neo-Zionismus, der von der Siedlerbewegung vertreten wird. Sie tritt ein für die Annexion des Westjordanlands, teils auch für die Vertreibung der dort und in Gaza seit langem ansässigen Palästinenser. Jigal Amir, der am 4. November 1995 den israelischen Premierminister Jitzchak Rabin wegen dessen Friedenspolitik gegenüber den Palästinensern ermordete, wird dem Neo-Zionismus zugerechnet.
Im Gegensatz zum ursprünglich durch den jüdischen Säkularismus geprägten Zionismus ist der fundamentalistisch-nationalreligiöse Neo-Zionismus, der von der jüdischen Siedlerbewegung vertreten wird, jüdisch-religiös geprägt; er tritt für die Annexion des Westjordanlands ein und befürwortet die Vertreibung der dort und in Gaza einheimischen Palästinenser. Der Begriff Zionismus selbst wurde vom Berg Zion, dem Tempelberg in Jerusalem, abgeleitet, während Zion in der jüdischen Religion für den Wohnsitz des israelitischen Gottes JHWH steht.

## Künstlerische Rezeption

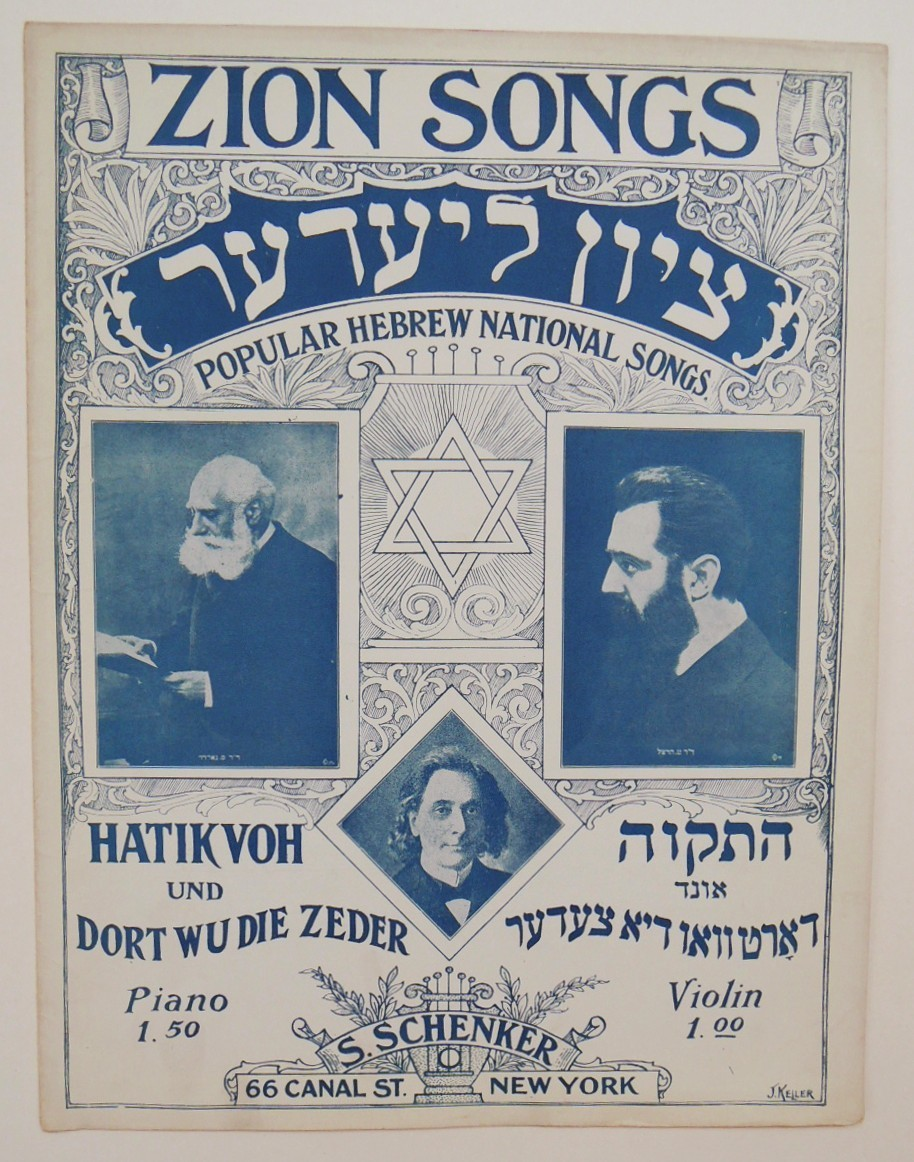
Die beiden zionistischen Hymnen, veröffentlicht als gemeinsames Arrangement (New York 1916)

Mit dem Aufkommen der zionistischen Bewegung gab es schnell Dichter und Komponisten, die deren Anliegen künstlerisch würdigten. 1885 veröffentlichte der deutschsprachige Lemberger Jurist und Dichter Itzhak Feld ein Gedicht in der Zeitschrift Selbst-Emanzipation (s. o.) mit dem Titel „Sehnsucht“, das bald darauf von verschiedenen Komponisten vertont wurde. Am bekanntesten wurde die Fassung, die der Journalist Heinrich Loewe 1894 in sein Liederbuch für jüdische Vereine aufnahm. Die Melodie stammt von Berthold W. Conti (wobei sich hinter diesem Pseudonym vermutlich der 1869 im böhmischen Horaschdowitz geborene Berthold Kohn verbarg; er starb 1922). Das Lied avancierte bald zu einer Art Hymne der zionistischen Bewegung und wurde auch als „Nationallied“ beim ersten Zionistenkongress in Basel vorgetragen, wo Theodor Herzl es begeistert aufnahm. Textlich wurde das Lied geradezu als Symbol der jüdisch-deutschen Verflechtung gedeutet, indem es in der Sprache der deutschen Romantik den zionistischen Anliegen poetisch Ausdruck verleiht. Bald wurde es in verschiedenen Fassungen ins Jiddische und Hebräische übertragen und genoss auch große Popularität unter den Siedlern in Palästina. Weil aber später das osteuropäische Judentum innerhalb der zionistischen Bewegung dominierte, setzte sich am Ende die vom Inhalt her ähnliche und ursprünglich ebenfalls mit „Sehnsucht“ betitelte Hatikwa als Hymne des Zionismus und schließlich Israels durch.

## Gegenpositionen

### Antizionismus
Eine besonders verbreitete Gegenposition ist der Antizionismus, der den Zionismus und den Staat Israel ablehnt und bekämpft. Viele Antizionisten betonen den Unterschied ihrer Überzeugung zum Antisemitismus, während Kritiker die Gemeinsamkeiten beider Ideologien hervorheben.
Antizionisten verstehen den Zionismus heute generell als eine politische Strömung, die die Errichtung und Vergrößerung eines israelischen Territoriums zu Lasten der arabischen Bevölkerung unterstützt. In der arabischen und islamischen wie in der restlichen Welt gibt es Organisationen und Personen, die den Zionismus als solchen kritisieren.
Insbesondere die Mehrheit der Palästinenser und der arabischen Staaten beschuldigen die zionistische Bewegung der Vertreibung der Palästinenser aus ihren Siedlungsgebieten und stellen das Existenzrecht des Staates Israel überhaupt in Frage. Der Zionismus wird von ihnen als fortbestehende Form des Kolonialismus bezeichnet. Dabei geht es insbesondere um das Territorium. Dieser Streit bildet den ideologischen Hintergrund des Nahostkonflikts. 
Auch die Mehrheit der Ostblock-Staaten vertrat eine antizionistische Politik.
Aufsehen erregte im Jahre 1975 die Resolution 3379 der UN-Generalversammlung, in der Zionismus als eine Form des Rassismus bezeichnet wurde. Die Resolution wurde am 16. Dezember 1991 durch die Resolution 4686 von der UN-Generalversammlung mit 111 zu 25 Stimmen bei 13 Enthaltungen zurückgenommen. Nach Verlautbarung des israelischen Außenministeriums machte Israel seine Teilnahme an der Madrider Friedenskonferenz 1991 von der Rücknahme der Resolution abhängig. 1998 bezeichnete UN-Generalsekretär Kofi Annan die Resolution 3379 als einen Tiefpunkt in der Geschichte der Vereinten Nationen. Die vom Europarat eingesetzte Europäische Kommission gegen Rassismus und Intoleranz (ECRI) veröffentlichte im Jahr 2005 ein Arbeitspapier über die Formen des heutigen Antisemitismus, in dem sie betonte, dass sich in der Behauptung, der Staat Israel sei „ein rassistisches Vorhaben“, Antisemitismus manifestiere.
Der Zionismus ist bis heute eine Projektionsfläche für Verschwörungstheorien wie die Protokolle der Weisen von Zion. Auf diese Protokolle berufen sich noch heute verschiedene islamistische Vereinigungen wie die Hamas.

### Positionen von Hillel Kook
1947 veröffentlichte Hillel Kook (alias Peter Bergson) seine postzionistische Idee, indem er für einen säkularen Staat der „Hebräer“ und gegen einen „jüdischen Vatikan“, der die ganze jüdische Diaspora einschließen und religiös geprägt sein würde, argumentierte. Mit Shmuel Merlin und Eri Jabotinsky war er Vorreiter und Mitglied der 1950 gegründeten oppositionellen Fraktion „La Merchav“ innerhalb der Cherut. Die WZO ihrerseits sieht diese Verbindung als wesentlich an und betrachtet ihre Stärkung und die Sammlung der Juden in und um Israel als noch nicht beendet.

### Postzionismus
Der erstmals 1968 vom linksgerichteten Journalisten Uri Avinery verwendete Begriff Postzionismus verlangt die Loslösung des Staates Israel von zionistischen Vorgaben, um seine Eigenstaatlichkeit unabhängig von Einflüssen der Diaspora zu begründen. Damit stand Avinery dem Kanaanismus nahe. Amos Elon (1971) und Menachem Brinker (1986) verstanden unter Postzionismus eine Auffassung, wonach das Sammeln der Exilierten nunmehr abgeschlossen sei. In den 1990er Jahren hat der Begriff einen Bedeutungswandel erfahren und steht seither allgemeiner für eine Infragestellung zionistischer Narrative und eine weitere Abwendung von der Diaspora. Derek J. Penslar, Professor für Jewish Studies an der Universität Toronto, nimmt den Postzionismus gegen die häufige Unterstellung in Schutz, dieser sei linkslastig und untergrabe die Fundamente der zionistischen Ideologie, vielmehr sei der Postzionismus, wie am Beispiel der Werke des Schriftstellers Gafi Amir (etwa in der Erzählung: By the Time You're Twenty One You'll Reach the Moon) sichtbar werde, häufig apolitisch, pro-kapitalistisch und verherrliche die Autonomie des Individuums. Neben einer unübersehbaren Abwendung des Individuums vom jüdischen Erbe, dem Jewish Bookshelf (dt. Jüdisches Bücherregal), gebe es aber weiterhin Verbindungslinien vom Postzionismus zu Judentum und Haskala, auch bei rechtsgerichteten Postzionisten. Postzionistische Positionen der Rechten nehmen dabei das Jerusalemer Shalem Center oder auch die Siedlerzeitschrift Nekudah ein. Der Postzionismus säkularer Juden wird in der von Adi Ophir gegründeten Zeitschrift Teoryah u-Vikoret besprochen. Ihre Positionen transportieren mitunter das postmoderne Denken. Der Historiker Amnon Raz-Krakotzkin kritisiert diesen westlichen Multikulturalismus als „Heuchelei“, die vor der umgebenden arabischen Realität und der islamischen Kultur, ebenso wie vor der jüdischen Tradition, die Augen verschließe, worunter auch die Mizrachim zu leiden hätten.

## Missbräuchliche Verwendung der BegriffeZionismusundZionist
Der Historiker Claudio Vericelli schreibt, das Wort Zionismus werde im unkritischen Sprachgebrauch der Medien und im Internet „inflationär“ häufig, unsachgemäß und in reduktionistischer Weise verwendet. In delegitimierender Absicht diene es der Stigmatisierung und Dämonisierung und führe zum dekontextualisierten und dehistorisierten Bild des Zionismus. Vericelli führt dies in Teilen auf historische Unwissenheit zurück.
Die Bezeichnung Zionist wird von Antisemiten als Codewort für Jude gebraucht, um ihre Judenfeindlichkeit nicht offen zu benennen. Dies zeigte sich etwa in der Anfangsphase des Kalten Krieges, als einzelne Staaten des Ostblocks Kampagnen und Schauprozesse gegen Juden starteten.
Das Schlagwort Zionist Occupied Government (ZOG) kam in den späten 1970er Jahren auf. Es greift die alte Verschwörungstheorie auf, „die Juden“ würden konspirieren, um eine klandestine Weltregierung zu errichten.
2015 klassifizierte das Amtsgericht Essen das Wort Zionisten in der Parole „Tod und Hass den Zionisten“ ebenfalls als Codewort für Juden und verurteilte einen Angeklagten deshalb wegen Volksverhetzung. Ähnlich entschied 2020 das Oberlandesgericht Karlsruhe, dass die Staatsanwaltschaft wegen Anfangsverdachts einer Volksverhetzung die Ermittlungen aufzunehmen habe; es ging dabei um zwei Parolen, die auf zwei nebeneinander nahe einer Synagoge angebrachten Wahlplakaten aufgedruckt waren: „Zionismus stoppen! Israel ist unser Unglück – Schluss damit!“ und „Wir hängen nicht nur Plakate!“. Auch das Oberlandesgericht Frankfurt hob 2022 ein vom Vorwurf der Volksverhetzung freisprechendes Urteil auf, weil die Auslegungsmöglichkeit von „Zionisten“ als Juden im aufgehobenen Urteil nicht erwogen wurde.
Seit den 1980er Jahren findet der Begriff Zionazi Verwendung. Mit der konnotativen Gleichsetzung von Nationalsozialismus und Zionismus wird impliziert, dass auch mit dem Zionismus keine friedliche Koexistenz möglich sei, weil auch er auf Gewalt und Rassismus setze und Kontrolle und Hegemonie suche. Damit soll nicht zuletzt der Friedensprozess im Nahen Osten disqualifiziert werden.
Die Regierung des Iran versieht ihre antizionistische Rhetorik regelmäßig mit eindeutigen antisemitischen Konnotationen und Bildern.
In Wilhelm Landigs rechtsesoterischer Romantrilogie Götzen gegen Thule (1971), Wolfszeit um Thule (1980) und Rebellen für Thule (1991) bekämpfen SS-Leute als Romanhelden „Hilfstruppen des Berges Zion“ – ein Codewort für Juden.